# Cronologia di Venezia
Elenco cronologico dei principali fatti riguardanti la città di Venezia, il suo Stato e le principali vicende storiche ed esterne che ne hanno influenzato la politica e lo sviluppo.

## III secolo a.C.
- 222 a.C. - I Veneti si alleano con i Romani, entrando a far parte della provincia della Gallia cisalpina.

## II secolo a.C.
- 181 a.C. - Viene fondata la colonia romana di Aquileia.[1]

## III secolo
- 292 - L'imperatore Diocleziano stabilisce Aquileia quale capitale della provincia della Venezia, governata da un corrector imperiale.

## IV secolo
- 363 - Si stabilisce che la Venezia debba essere retta da un consularis, dipendente dal vicario d'Italia.

## V secolo
- 421 - Il 21 marzo sarebbe stata consacrata nell'isola di Rialto la chiesa di San Giacometto: è, secondo le tradizioni locali, la data di fondazione di Venezia. L'isola Popilia è attestata come rifugio per le genti di Padova e di Este.
- 452 - Gli Unni di Attila calano in Italia: le città di Aquileia, Altino, Padova e Concordia Sagittaria vengono espugnate[2] e distrutte e i profughi provenienti dall'entroterra devastato si rifugiano nelle lagune costiere, iniziandovi l'insediamento di nuovi centri urbani tra cui Caorle[3][4], Melidissa ed Equilio.
- 476 - Odoacre depone l'imperatore Romolo Augusto ponendo fine all'Impero romano d'Occidente, la cui sovranità passa formalmente all'imperatore d'Oriente Zenone, al quale Odoacre invia le insegne imperiali, ricevendo in cambio il riconoscimento del suo potere sull'Italia e il titolo di patrizio romano.
- 493 - Il capo degli Ostrogoti, Teodorico il Grande, inviato dai Bizantini a riprendere il controllo dell'Italia, sconfigge Odoacre a Ravenna e lo uccide a tradimento assieme ai figli durante un banchetto. Teodorico pone la città a capitale del nuovo regno gotico.
- 495 - Teodorico invita gli esuli veneti, rifugiatisi nelle lagune, a rientrare nelle città dell'entroterra.
- 497 - L'imperatore d'Oriente riconosce Teodorico patrizio romano e governatore dell'Italia.

## VI secolo
- 535 - L'imperatore Giustiniano I, dopo aver sottratto ai Vandali l'Africa, la Sardegna e le Baleari, invia il generale Belisario a riconquistare l'Italia, per riportarla nell'effettivo dominio dell'Impero, usando come pretesto l'assassinio della reggente gota Amalasunta, figlia di Teodorico.
- 538 - L'Istria è conquistata dai Bizantini.
- 540 - I Bizantini prendono Padova.
- 553 - Sconfitti gli Ostrogoti e uccisione l'ultimo re, Teia, la Sicilia e l'Italia, sono riunite all'Impero Romano d'Oriente come province. Il concilio ecumenico Costantinopolitano II, convocato dall'imperatore Giustiniano, condanna i testi nestoriani noti come i Tre Capitoli, ordinando l'arresto di papa Vigilio per essersi opposto alla condanna.
- 554 - Franchi e Alemanni compiono alcune incursioni in Italia, alla quale, intanto, con la Prammatica Sanzione Giustiniano estende la legislazione imperiale, disponendone la divisione in province dipendenti dalla Prefettura, con sede a Ravenna. Nel nord Italia e nell'Illirico gli arcivescovi metropoliti di Milano e Aquileia si rifiutano di aderire alla condanna dei Tre Capitoli, provocando uno scisma.
- 555 - Muore papa Vigilio, cui succede, per ordine imperiale, Pelagio I.
- 562 - Cessano le ultime sacche di resistenza Ostrogota e franca in Italia.
- 565 - Il 14 novembre l'imperatore Giustiniano muore.
- 568 - Il 1º aprile i Longobardi di Alboino muovono in Italia, flagellata al nord da una pestilenza: Aquileia e Forum Iulii sono conquistate e distrutte. L'arcivescovo di Aquileia, Paolino, trasferisce la sede episcopale a Grado, dove viene proclamato patriarca, col titolo di Patriarca di Aquileia. Gli abitanti di Concordia Sagittaria trasferiscono la sede vescovile a Caorle[4].
- 569 - I Longobardi dilagano al nord, conquistando Milano e la Liguria (odierni Piemonte, Lombardia e Liguria), tranne le zone costiere (odierna Liguria); i Bizantini continuano a controllare le coste della Venezia e buona parte dell'Italia.
- 579 - Il sinodo dei vescovi suffraganei di Aquileia riconosce e conferma la traslazione della sede metropolitana a Grado e della sede vescovile di Opitergium a Melidissa.
- 580 - Tiberio II suddivide la prefettura in cinque province e inquadra la Venetia nell'eparchia Annonaria.
- 584 - Viene istituito l'Esarcato d'Italia con sede a Ravenna. Forse la nascita dell'esarcato risale a qualche anno prima, ma è solo a partire dal 584 che l'esarcato viene citato nelle fonti (epistolari dei pontefici ecc.).
- 585 - L'imperatore Maurizio I divide l'esarcato in sette distretti militari, tra i quali la Venetia, e vi invia Smaragdo quale esarca.
- 589 - Una violenta alluvione, descritta da Paolo Diacono, modifica la geografia delle lagune venete e delle foci fluviali, in particolare l'esondazione del Piave congiunge Melidissa alla terraferma, rendendola una penisola, mentre a Padova il corso del Medoacus è sostituito da quello del Bacchiglione. Più a sud la rotta della Cucca provoca il disalveamento dell'Adige, del Tartaro e del Mincio.

## VII secolo
- 601 - Padova cade in mano longobarda e gli abitanti fuggono a Clodia, Popilia, Metamauco e Spinalonga.
- 603 - Cade Monselice. I Longobardi si convertono al cattolicesimo ad opera della regina Teodolinda.
- 606 - Alla morte, a Grado, del patriarca scismatico Severo, viene eletto, su pressione dell'esarca ravennate Smaragdo, il cattolico Candiano di Rimini. In reazione, il duca longobardo del Friuli fa eleggere ad Aquileia lo scismatico Giovanni: da questo momento il patriarcato di Aquileia si scinde nelle due sedi contrapposte di Aquileia, sede scismatica e filolongobarda, con giurisdizione sull'entroterra, e di Grado, sede cattolica e filobizantina, con giurisdizione sulla Venezia Marittima.
- 615 - Cade Concordia Sagittaria.
- 628 - A Grado, alla morte del patriarca Candiano, viene eletto lo scismatico Fortunato, che fugge col tesoro patriarcale a Cormons, sotto la protezione del Duca longobardo. Il papa e l'imperatore Eraclio I di Bisanzio costituiscono allora Primigenio quale nuovo patriarca. In onore della vittoria dell'imperatore sui Persiani, inoltre, Melidissa è ribattezzata Eraclea.
- 630 - Il vescovo di Torcello fa erigere la basilica dei SS. Marcellino e Massimo a Costanziaco.
- 638 - Per sfuggire alle persecuzioni ariane dei Longobardi il vescovo di Altino, Paolo, si rifugia a Turricellum, trasferendovi la sede episcopale e le sacre reliquie, mentre quello di Opitergium, Magno, prende sede ad Eraclea.
- 639 - Avvio della costruzione della cattedrale di Santa Maria Assunta a Torcello.
- 640 - Distruzione longobarda di Altino, i cui abitanti fuggono a Turricellum, Ammiana, Maiurbum Boreana, Mureana, Costanziaco, Olivolo e Rivoalto. Gli Arabiconquistano Gerusalemme.
- 641 - I Longobardi conquistano Opitergium.
- 643 - È emanato l'editto di Rotari.
- 650 - Si avvia la costruzione di due chiese a Costanziaco.
- 662 - Il duca longobardo Lupo saccheggia Grado.
- 667 - Per vendicare l'uccisione -cinquant'anni prima- dei fratelli Caco e Tasone, duchi del Friuli, il re longobardo Grimoaldo distrugge Opitergium, i cui abitanti fuggono a Eraclea ed Equilo.
- 674 - Gli Arabi, dotatisi di una flotta, iniziano l'assedio di Costantinopoli.
- 692 - Nell'ambito della disputa sul primato tra la Chiesa d'Oriente e quella d'occidente l'imperatore Giustiniano II di Bisanzio ordina l'arresto di papa Sergio, provocando un ammutinamento tra le truppe italiche dell'esarcato.
- 697 - La Venezia Marittima, precedentemente retta da tribuni, viene eretta in ducato, con capitale Eracliana. Primo doge è Paoluccio Anafesto, che esercita la funzione di “dux” per conto dell'imperatore, o meglio dell'esarca di Ravenna, dal quale dipende assieme ai vari altri “duces” provinciali.
- 698 - Il re longobardo Cuniberto convoca nel palazzo di Pavia un sinodo di vescovi per ricomporre lo scisma Tricapitolino.
- 690 - I contrasti tra Eraclea ed Equilo sfociano in uno scontro aperto risoltosi a favore di Eraclea.
- 699 - Ricomposizione dello scisma dei “Tre Capitoli” : è sancita l'esistenza di due distinti patriarcati di Aquileia, con sedi rispettivamente ad Aquileia, con funzione di metropolita dell'entroterra longobardo, e Grado, con funzione di metropolita dei territori costieri e lagunari bizantini.

## VIII secolo
- 717 - È nominato doge Marcello Tegalliano. Il patriarcato gradense di Aquileia viene soppresso e viene istituito il titolo di patriarca di Grado.
- 726 - I tribuni e il clero della Venezia, in rivolta assieme a papa Gregorio II e a gran parte dell'Italia contro i provvedimenti sull'iconoclastia assunti dall'imperatore Leone III, rivendicano maggiore autonomia da Bisanzio e Ravenna ed eleggono doge Orso, che viene acclamato dal popolo, prevaricando la nomina imperiale.
- 727 - I Longobardi conquistano Ravenna: il papa invita il doge della Venezia a prestare soccorso ai Bizantini, sebbene sia in rivolta contro la loro autorità.
- 728 - I Bizantini riconquistano Ravenna, con l'aiuto dei venetici
- 729 - Il doge Orso riceve il titolo di “Ipato”, cioè console, come riconoscimento del proprio potere da parte dell'autorità imperiale.
- 731 - Si stabilisce la separazione canonica delle sedi di Aquileia e Grado: di quest'ultima sono dichiarati suffraganei i vescovi dell'Istria e delle lagune venete (diocesi di Carole, Metamauco, Torcello, Equilo ed Olivolo), mentre dal primo dipendono tutte le diocesi dell'entroterra fino al Mincio.
- 736 - Si ha uno scontro armato tra Eraclea e Equilo alla Valle dei Osi.
- 737 - Nella Venezia, Orso Ipato, viene assassinato. II potere sulla Venezia Marittima è affidato al Magister Militum), magistrato con carica annuale: si succederanno Leone Domenico, Felice Corniola, Teodato Orso e Gioviano.
- 740 - I Longobardi occupano nuovamente Ravenna: l'esarca Eutichio si rifugia nella Venezia, da dove organizza la rapida riconquista della città.
- 741 - Scontro armato tra Eraclea ed Equilo alla Torre Caligo.
- 742 - È acclamato doge Teodato Orso, anch'egli riconosciuto “Ipato”: i Bizantini riconoscono l'elettività della carica ducale. La capitale è trasferita a Metamauco, a seguito dei frequenti conflitti tra Eracliana ed Equilo.
- 744 - Si insedia a Olivolo il vescovo Obeliebato, legato al patriarca di Aquileia.
- 751 - I Longobardi occupano definitivamente Ravenna ponendo fine all'Esarcato d'Italia: solo il ducato della Venezia Marittima e il sud dell'Italia (Catepanato d'Italia) rimangono dominio bizantino.
- 751 - Papa Zaccaria legittima l'ascesa di Pipino il Breve, maggiordomo di palazzo del re merovingio, al trono franco.
- 752 - Il re longobardo Astolfo, nonostante la firma di una tregua quarantennale col Papa, vìola l'accordo e assedia la città: il nuovo papa Stefano II, rivoltosi inutilmente all'Imperatore, chiede aiuto ai Franchi.
- 754 - Papa Stefano II incorona Pipino re dei Franchi nell'abbazia di Saint-Denis, nominandolo anche patrizio romano, in cambio del riconoscimento pontificio del Ducato Romano, cioè dello Stato pontificio.
- 755 - Il doge Teodato Ipato viene deposto ed abbacinato sulla pubblica piazza dal patrizio Galla Gaulo Lupanio, che è acclamato doge (è ritenuto fondatore della famiglia Barozzi, da “voltabarossi”, voltagabbana, traditori) e si insedia ad Equilo.
- 756 - Il doge Galla viene deposto ed accecato, prima di essere esiliato. È acclamato doge Domenico Monegario che riporta la sede ducale a Metamauco.
- 756 - Papa Stefano II, attaccato dai Longobardi, chiama in Italia i Franchi di Pipino il Breve, il quale, occupate le città dell'Esarcato (inteso come il territorio ravennate), la Pentapoli (cioè la costa adriatica da Rimini ad Ancona), le “restituisce” con il Ducato Romano alla Santa Romana Repubblica della Chiesa di Dio, cioè al papa.
- 764 - Il doge viene deposto, privato della vista ed esiliato. È acclamato doge Maurizio Galbaio.
- 774 - Il papa, attaccato da re Desiderio, chiama i Franchi di Carlo Magno, che calano in Italia e pongono fine al Regno Longobardo: i territori di Ravenna e dell'Italia centrale divengono stabili domini della Chiesa. Nella laguna veneta viene fondata la diocesi di Olivolo (San Pietro di Castello).
- 778 - Il doge Maurizio Galbaio associa al ducato il figlio Giovanni, iniziando l'uso di associare al doge un co-dux che lo sostituisca automaticamente alla morte, ricalcando il vigente modello imperiale bizantino.
- 787 - Succede come doge Giovanni Galbaio, che associa al trono il figlio Maurizio.
- 789 - Gli Ungari devastano Aquileia. I Franchi di Pipino d'Italia conquistano l'Istria.

## IX secolo
- 800 - La notte di Natale, nella basilica di San Pietro in Vaticano, Carlo Magno viene incoronato Imperatore Augusto da papa Leone III, fondando il Sacro Romano Impero.
- 802 - A Grado, per punire il patriarca favorevole al dominio franco, l'esercito ducale assedia e prende la città e precipita il presule da una torre.
- 804 - In una rivolta i due dogi vengono esiliati ed Eraclea distrutta. È acclamato doge Antenoreo Obelerio, che prende sede a Metamauco e si mostra immediatamente favorevole ai Franchi, ma gli viene affiancato il fratello filobizantino Beato.
- 805 - I Franchi, per punire l'imperatore bizantino Niceforo che non intende riconoscere l'incoronazione imperiale di Carlo Magno, compiono una spedizione in Dalmazia, sottraendola all'Impero d'Oriente, mentre nella Venezia distruggono Eracliana.
- 806 - Nella spartizione dei suoi territori, Carlo Magno dispone da padrone della Venezia, che si pone sotto la sua protezione assieme alla Dalmazia e a Zara. Una flotta bizantina, però, sotto la guida del patrizio Niceta riconquista la Dalmazia e convince con un blocco navale i Veneziani a riallearsi con l'impero orientale: il doge Obelario giura fedeltà all'imperatore e il fratello Beato segue il ritorno della flotta a Bisanzio.
- 809 - Pipino, figlio di Carlo Magno e re d'Italia, dotatosi di una flotta, invade e conquista la Venezia e tenta l'assedio a Metamauco, frattanto divenuta capitale del ducato, che sola resiste, assieme alle isole più interne della laguna. La sede del governo è allora temporaneamente trasferita nella più sicura e difendibile Rivoalto.
- 810 - Per idea di Angelo Parteciaco (ricco patrizio di Eraclea) la flotta franca, attirata dai veneziani all'interno della laguna, rimane incagliata con la bassa marea tra Metamauco e Popilia, lungo il canale da allora detto Orfano, in memoria della strage che ne seguì. Gli abitanti di Popilia, per l'attiva parte avuta nella difesa di Metamauco, ricevono i privilegi dell'esenzione dalle tasse, dal servizio militare e dal remare nelle galee.
- 811 - Il doge filofranco Obelario Antenoreo viene esiliato. È acclamato doge Angelo Partecipazio (Parteciaco), che associa il figlio Giustiniano.
- 812 - La capitale del ducato di Venezia viene definitivamente trasferita da Metamauco a Rivoalto: nasce la città di Venezia -. Con il trattato di Aquisgrana (812) il Sacro Romano Impero riconosce e conferma la sovranità bizantina sulla Venezia Marittima.
- 825 - L'imperatore Ludovico il Pio autorizza i mercanti ebrei al commercio degli schiavi (soprattutto slavi e anglosassoni).
- 827 - Succede come doge Giustiniano Partecipazio, che associa come co-dux il fratello Giovanni. Intanto una flotta veneto-bizantina giunge in Sicilia per prestare soccorso a Siracusa, assediata dagli Arabi. Il concilio di Mantova tenta di riunificare nelle mani di Aquileia i due patriarcati veneti.
- 828 - Giunge in laguna il corpo di San Marco, che viene traslato a Venezia, dove si avvia l'edificazione della basilica, cappella palatina del doge e chiesa di Stato. San Marco è elevato a patrono della città e dello Stato a fianco del vecchio patrono greco San Teodoro (Todaro). Intanto la flotta veneziana continua ad operare in Sicilia a sostegno dei bizantini contro l'invasione araba. Pisa e Genova attaccano e occupano l'importante porto tunisino di Mahdia.
- 829 - Succede come doge Giovanni I Partecipazio. Obelario Antenoreo si presenta a rivendicare i propri diritti, ma il doge lo sconfigge e fa radere al suolo Metamauco, dopodiché ordina la decapitazione e l'esposizione della testa del rivale: una rivolta costringe però Giovanni a fuggire presso i franchi dell'imperatore Lotario, con il cui aiuto si può reinsediare dopo sei mesi di vacanza.
- 830 - Le città dalmate e le tribù slave dei serbi danno vita ad un regno indipendente la Pagania. Il signore slavo di Narenta, Melena e Lagosta, Miroslav, si reca a Venezia per ricevere il battesimo e stipulare trattati di amicizia.
- 836 - Durante una messa il doge viene preso con la forza, tonsurato e consacrato “chierico di Grado”. È acclamato doge Pietro Tradonico, che si associa il figlio Giovanni. Il signore longobardo di Salerno, Sicarno, occupa Amalfi, deportandone la popolazione.
- 840 - Gli Arabi conquistano Taranto: i Veneziani inviano una flotta per difendere i commerci nell'Adriatico, ma le due squadre navali congiunte veneta e bizantina vengono sconfitte. Lotario riconosce la sovranità del ducato di Venezia sulle terre costiere, mentre Bisanzio nomina il doge “Spatario” ed “Ipato”. Frattanto viene stipulato un trattato di pace con Narentani e Croati.
- 842 - Gli Arabi conquistano Bari.
- 846 - Gli Arabi compiono una razzia sul litorale laziale: la basilica di San Paolo fuori le mura viene saccheggiata. Caorle è saccheggiata dai Narentani.
- 864 - Dopo la morte del figlio e co-dux, il doge Pietro Tradonico viene assassinato all'uscita della messa di consacrazione della chiesa di San Zaccaria. È acclamato doge Orso I Partecipazio: i famigli del defunto Tradonico, dopo aver resistito ad un lungo assedio nel Palazzo Ducale, ottengono di essere esiliati a Poveglia, col diritto ad avere come governatore un Castaldo ducale, affiancato da 27 consiglieri locali, e l'obbligo di censimento annuale e d'atto d'omaggio il secondo giorno di Pasqua.
- 867 - I Veneziani, guidati dallo stesso doge, sconfiggono per mare i Saraceni di Taranto, mentre la flotta bizantina accorre in aiuto dell'esercito dell'imperatore Ludovico II, che ha posto sotto assedio Bari. In un sinodo a Costantinopoli, il patriarca Fozio scomunica i missionari papali in Bulgaria e condanna lo stesso pontefice, poi in un'enciclica apre una questione riguardante l'origine della Trinità: il nuovo imperatore d'Oriente lo depone, richiamando il predecessore Ignazio.
- 869 - Un concilio ecumenico a Costantinopoli scomunica il deposto patriarca Fozio e sottopone la Chiesa bulgara a quella bizantina.
- 870 - Vescovi di ritorno dal concilio di Costantinopoli vengono catturati dai Narentani.
- 875 - Gli Arabi risalgono l'Adriatico, attaccando Comacchio e Grado, prima di essere sconfitti dai Veneziani. Il doge associa al trono il figlio Giovanni.
- 877 - Alla morte del vecchio patriarca Ignazio, Fozio sale per la seconda volta sulla cattedra di Santa Sofia.
- 879 - Alla presenza dei legati papali un sinodo sospende a Costantinopoli la condanna di Fozio. Branimir è nominato nel dux croatorum.
- 881 - Succede come doge Giovanni II Partecipazio: durante il suo governo Venezia viene scomunicata dal papa per le razzie nel territorio di Comacchio.
- 887 - È acclamato doge Pietro I Candiano, che conduce una spedizione contro i pirati dalmati, ma sei mesi dopo l'elezione muore durante uno scontro coi Narentani. Arnolfo è Re dei Franchi Orientali e costituisce le marche di Carinzia, Austria, Carniola ed Istria.
- 888 - È acclamato doge Pietro Tribuno, mentre tramonta l'impero franco.
- 899 - Padova è razziata dagli Ungari, impegnati in un'incursione nell'Italia settentrionale: lo stesso re d'Italia Berengario viene sconfitto in battaglia sul Brenta e costretto a pagare un pesante riscatto. Ad Ammiana si fonda il monastero dei Santi Felice e Fortunato.

## X secolo
- 900 - L'esercito ungaro distrugge Altino, poi si scontra con i Veneziani a Treviso, Clodia e Metamauco, prima di essere messo in fuga presso l'abitato di Albiola (da allora San Pietro in Volta, cioè “in volata”, “in fuga”). Viene costruita una cinta muraria difensiva a Rivolto: l'imperatore nomina il doge “protospatario”.
- 910 - Tomislav di Nin riunisce sotto il suo dominio la Pannonia e la Dalmazia.
- 912 - È acclamato doge Orso II Partecipazio, capostipite dei Badoer, essendo stato nominato “baduario” dall'imperatore, cioè “figlio” di Costantinopoli (l'equivalente greco del latino patricius).
- 915 - Rimasto unico re d'Italia, Berengario del Friuli è riconosciuto Sacro Romano Imperatore e incoronato a dicembre a Roma.
- 922 - L'imperatore Berengario, sconfitto a Fiorenzuola d'Arda, è costretto a promettere a Rodolfo II di Borgogna il titolo di re d'Italia, ritirandosi a Verona; approfittando però della lontananza di Rodolfo, muove su Pavia con un esercito di mercenari ungari, facendo strage nella città.
- 924 - Tomislav di Nin riunisce sotto di sé i ducati della Croazia Pannonica e della Croazia Dalmatica, fondando il Regno di Croazia, con capitale Biograd, sulla costa dalmata. A Verona l'imperatore Berengario muore pugnalato durante una messa.
- 932 - Il doge abdica, si fa tonsurare e quindi si ritira nel monastero dei Santi Felice e Fortunato ad Ammiana: dopo la morte verrà proclamato beato. È acclamato doge Pietro II Candiano.
- 933 - Venezia pretende il pagamento di un tributo da parte degli istriani, ma il marchese dell'Istria, Vintero, risponde bloccando le attività dei mercanti veneziani. Il doge reagisce a sua volta istituendo un blocco navale: lo scontro si conclude con la pace di Rialto, con cui Venezia ottiene il diritto di navigazione lungo le coste istriane.
- 939 - È acclamato doge Pietro Partecipazio, figlio di Orso II.
- 942 - È acclamato doge Pietro III Candiano.
- 945 - Il 31 gennaio i pirati narentani rapiscono nella cattedrale di San Pietro a Olivolo, durante la processio scholarum (festa dei matrimoni), 12 vergini veneziane. Il doge arma la flotta e raggiunge i pirati il 2 febbraio nel Porto di Santa Margherita a Caorle, trucidandoli e liberando le ragazze (episodio da cui trae origine la Festa delle Marie)[3].
- 952 - Istria e Friuli, assieme a Carinzia e Carniola sono poste sotto l'autorità del Duca di Baviera.
- 954 - Scoppia nella Venezia un'epidemia di peste.
- 959 - Pietro, il figlio del doge, alleatosi con il marchese di Ravenna e il re Berengario, marcia contro il padre e lo sconfigge, deponendolo. Viene acclamato doge come Pietro IV Candiano.
- 961 - Berengario II, ultimo sovrano del regno d'Italia, viene stretto d'assedio da Ottone I di Sassonia, nella rocca di San Leo.
- 963 - Ottone I espugna San Leo.
- 976 - Pietro IV Candiano e suo figlio Pietro, cui aveva tentato di trasmettere il potere, vengono uccisi in una rivolta che comporta l'incendio del palazzo, delle chiese di San Marco e San Todaro e di più di trecento case, tanto che si perde traccia del luogo in cui era occultato il corpo di San Marco: il doge si era circondato di mercenari stranieri, aveva contrastato gli interessi bizantini, deposto e accecato con l'accusa di simonia il vescovo di Olivolo ed insediato al suo posto il figlio Vitale. I corpi del doge e del figlio sono gettati nel mattatoio pubblico. È acclamato doge Pietro I Orseolo, che avvia la ricostruzione del Palazzo. Ottone II di Sassonia erige la Carinzia a ducato, con controllo su Istria, Friuli e Carniola.
- 978 - Viene terminata la ricostruzione della basilica marciana. Il doge lascia la città in abiti monastici e si ritira a Cuxa sui Pirenei. È acclamato doge Vitale Candiano.
- 979 - Il doge si fa tonsurare e si ritira in monastero. È acclamato doge Tribuno Memmo.
- 982 - Il doge dona l'isola Memmia, di fronte a San Marco, ai monaci benedettini perché vi costruiscano un monastero.
- 983 - L'imperatore di Germania Ottone II di Sassonia restituisce alla Repubblica di Venezia i vantaggi commerciali che aveva tentato di sottrarle, ma muore, ventottenne, a Roma.
- 987 - Il 10 gennaio Pietro Orseolo si spegne nel monastero di Cuxa, la Chiesa lo eleverà all'onore degli altari come santo.
- 991 - Il doge viene deposto, obbligato a tonsurarsi e a rinchiudersi nel convento di San Zaccaria: durante il suo regno era stata istituita la carica ecclesiastica di nomina dogale e con prerogative episcopali di Primicerio della Basilica di San Marco (cioè primo canonico). È acclamato doge Pietro II Orseolo.
- 992 - L'imperatore bizantino Basilio II concede una serie di privilegi commerciali ai Veneziani.
- 996 - La flotta veneziana salpa per combattere nell'Adriatico i pirati che ne ostacolano i traffici, sconfiggendoli a Lissa.

## XI secolo
- 1000 - I Veneziani si rifiutano di pagare il tributo ai pirati slavi narentani e dalmati. Salpano il 9 maggio guidati dal doge ed issando per la prima volta il vessillo di San Marco (benedetto dal Papa e dai patriarchi di Grado e Aquileia), vincono a Lissa, Curzola e presso il fiume Narenta, Lagosta viene rasa al suolo. Si istituisce, a memoria della vittoria del doge, la cerimonia della Festa della Sensa, nella quale è concesso il privilegio al Castaldo di Popilia e al doge dei Nicolotti di accostare alla nave ducale dalla quale è pronunciata la formula di dominio.
- 1001 - Ottone III, Sacro Romano Imperatore di Germania, visita Venezia.
- 1002 - I Veneziani, direttamente guidati da Pietro Orseolo, intervengono a soccorrere i Bizantini nella Bari assediata dai musulmani. Ottone III muore a Roma, ha ventun anni.
- 1004 - Il doge, dopo aver condotto una guerra contro i pirati illirici, ottiene giuramento di fedeltà e atto di sottomissione di tutte le città dalmate dal Quarnaro alle Bocche di Cattaro: lo stesso imperatore bizantino Basilio II riconosce la sovranità veneziana su quelle terre e il doge assume il titolo di Dux Veneticorum et Dalmaticorum.
- 1008 - Succede come doge Ottone Orseolo, figlio di Pietro II e figlioccio dell'imperatore germanico Ottone III. A Torcello viene riedificata la cattedrale.
- 1016 - Pisani e Genovesi intraprendono la conquista della Sardegna.
- 1026 - In una rivolta scatenatasi durante l'insediamento del vescovo di Olivolo e capeggiata da Domenico Flabanico il doge viene deposto, rasato di barba e capelli ed esiliato a Costantinopoli. È doge Pietro Centranico.
- 1027 - Il nome del Papa è definitivamente cancellato dai dittici di Santa Sofia.
- 1028 - L'imperatore cede al patriarca Popone di Aquileia parte del Friuli.
- 1032 - Pietro Centranico viene deposto e, come il suo successore, rasato di barba e capelli prima di essere spedito a Costantinopoli. È acclamato doge Domenico Flabanico. La prima legge costituzionale della Repubblica proibisce al duca di associarsi un co-reggente e gli affianca due consiglieri perché ne controllino l'operato.
- 1038 - È completata la riedificazione della cattedrale di Caorle[4].
- 1043 - È acclamato doge Domenico I Contarini.
- 1047 - Un sinodo a Roma proclama la chiesa di Aquileia seconda in onore solo a Roma, Ravenna e Milano.
- 1050 - È avviata l'edificazione definitiva della basilica di San Marco.
- 1054 - Il 20 luglio si consuma definitivamente lo scisma d'Oriente: il Papa scomunica il Patriarca di Costantinopoli e tutto il suo clero, il quale ritorce a sua volta la scomunica.
- 1063 - Papa Leone IX proclama la supremazia di Grado su Aquileia.
- 1071 - È acclamato doge Domenico Selvo. A Manzicerta l'armata bizantina è travolta dai Turchi, che invadono l'Anatolia. È iniziata la decorazione musiva della Basilica di San Marco.
- 1072 - Compare a Venezia il contratto commerciale di colleganza (commenda).
- 1076 - Si costruisce la chiesa di San Basso nell'odierna Piazzetta dei Leoncini.
- 1077 - Il 3 aprile 1077 il patriarca aquileiense Sigeardo di Beilstein ottiene dall'imperatore Enrico IV l'investitura feudale di Duca del Friuli e Marchese dell'Istria e il titolo di Principe, costituendo quindi il Principato ecclesiastico di Aquileia.
- 1078 - Pisani e Genovesi intraprendono la conquista della Corsica.
- 1081 - Venezia interviene in aiuto dell'imperatore Alessio I Comneno contro i Normanni di Roberto il Guiscardo, che, dopo aver sottomesso l'Italia meridionale, stanno tentando di invadere la Grecia. La flotta veneziana libera dall'assedio Durazzo.
- 1082 - In cambio dell'aiuto offerto, una Crisobolla dell'imperatore bizantino (ancora formalmente sovrano su Venezia) concede amplissimi diritti e privilegi ai veneziani e ai loro mercanti nei territori dell'Impero, dando alla città la base di Durazzo oltre al diritto ereditario del titolo per il doge. Roberto il Guiscardo, però, sconfigge la flotta veneziana a Corfù, catturando Domenico, figlio del doge.
- 1084 - Il doge Domenico Selvo viene destituito, tonsurato e rinchiuso in convento. È acclamato doge Vitale Falier. È terminata la decorazione dei mosaici di San Marco.
- 1085 - Venezia vince i Normanni a Butrinto, espandendo il suo dominio dell'Adriatico: Roberto il Guiscardo muore durante un'epidemia che colpisce il suo esercito. L'imperatore concede al doge il titolo di Dux Veneticorum, Dalmaticorum et Croatorum e di Protosebasto (Primo Augusto), mentre il Patriarca di Grado riceve il titolo di Hyperthymos.
- 1087 - A Venezia muore Domenico Selvo.
- 1089 - Con la morte dell'ultimo re, la Croazia passa nei domini della corona d'Ungheria.
- 1094 - L'8 ottobre si ha la solenne consacrazione della terza basilica di San Marco alla presenza del Sacro Romano Imperatore Enrico IV: le spoglie di San Marco, ritrovate là dove erano state nascoste, sono solennemente collocate nella cripta e nuovamente occultate in un luogo noto solo al doge, al primicerio e ai procuratori di San Marco.
- 1095 - Muore Vitale Falier, che viene sepolto in San Marco. Al concilio di Clermont, il 26 novembre, papa Urbano II lancia la prima crociata.
- 1096 - È acclamato doge Vitale I Michiel. Nei primi giorni di agosto parte la spedizione di Pietro l'Eremita, che attraverserà i territori dell'Impero Bizantino.
- 1097 - Annientata la spedizione di Pietro l'Eremita, il papa chiede ai principi e sovrani d'Europa di intervenire: il doge inizialmente non aderisce all'appello del papa, ma Venezia e Genova offrono le loro navi ai crociati diretti verso l'impero d'Oriente, che occupano Nicea, restituendo l'Anatolia ai Bizantini. I Genovesi intervengono in aiuto dei crociati all'assedio di Antiochia.
- 1098 - Parte a bordo di navi pisane il contingente di Baldovino di Fiandra, che occupa al-Ruha. Boemondo occupa Antiochia, mentre Tancredi sottomette Tarso.
- 1099 - Goffredo di Buglione salpa per la crociata a bordo di 120 navi pisane, giungendo in Terra santa: il 7 luglio pone l'assedio a Gerusalemme, che il 15 luglio cade, dando inizio al regno latino. Una spedizione di 207 navi, guidate dal vescovo di Olivolo e da Giovanni Vitale, figlio del doge, lascia il porto del Lido alla volta della Terrasanta. A dicembre la flotta di Venezia sconfigge una squadra navale pisana nelle acque di Rodi esigendo dai prigionieri la promessa che mai sarebbero tornati a commerciare in Oriente.

## XII secolo
- 1100 - La flotta veneziana raggiunge la Palestina, dove, a Giaffa, Goffredo di Buglione concede la totale franchigia dalle imposte ai veneziani nel Regno di Gerusalemme, col diritto di costituire quartieri in tutte le città conquistate. In Oriente vengono trafugate le spoglie di San Nicolò, che giungono a Mira e quindi al Lido.
- 1102 - Alla sua morte Vitale I viene sepolto in San Marco, accanto al sepolcro della moglie. È acclamato doge Ordelaffo Falier, figlio di Vitale. Il re d'Ungheria, Colomanno, conquistata Zara, è incoronato re di Croazia e di Dalmazia.
- 1104 - Viene fondato l'Arsenale.
- 1105 - Venezia scende in guerra con l'Ungheria-Croazia. La curia patriarcale gradense viene trasferita a Venezia: da questo momento la città è sede di tre distinte autorità ecclesiastiche, il Patriarca di Grado, il Vescovo di Castello e il Primicerio della Basilica di San Marco, ciascuno con propria giurisdizione.
- 1107 - Boemondo d'Antiochia, per punire il tradimento dell'imperatore Bizantino, sbarca a Valona e attacca Durazzo, possedimento imperiale in concessione ai Veneziani, che respingono l'assalto.
- 1110 - Una catastrofe marina distrugge Metamauco, al cui posto sorge Nuova Metamauco (l'odierna Malamocco): il vescovo trova nuova sede a Chioggia. Il Doge Ordelaffo Falier assieme ai Crociati prende Sidone.
- 1113 - Pisani e Genovesi occupano le Isole Baleari.
- 1115 - Venezia riprende Zara e Sebenico, poi il doge parte per la Terrasanta, dove s'impossessa di parte della città di San Giovanni d'Acri, asportandone ori e smalti con cui viene realizzata la Pala d'Oro di San Marco.
- 1118 - Il doge muore a Zara, combattendo contro gli Ungheresi. È acclamato doge Domenico Michiel, nipote di Vitale I, istituendo quali suoi sostituti in caso di sua assenza figlio e nipote, con la carica di Venetiae Praesìdes.
- 1122 - La flotta veneziana, di 40 galee, 40 navi onerarie e 27 rostrate, guidate dal doge Michiel, si presenta in Oriente per punire l'imperatore bizantino, che aveva rifiutato di confermare la Bolla d'Oro del predecessore, concedendo invece diritti commerciali ed un quartiere di Costantinopoli ai Pisani.
- 1123 - La flotta veneziana si muove per soccorrere il re Baldovino II di Gerusalemme, prigioniero dei Saraceni. Ad Ascalona viene sconfitta la flotta egiziana.
- 1124 - I Veneziani e i Franchi di Guglielmo di Monferrato pongono l'assedio a Sidone e quindi a Tiro, capitale dell'omonimo sultanato, che 7 luglio cade con l'inganno dopo cinque mesi: i crociati offrono al doge il regno di Gerusalemme, ma questi rifiuta, attaccando invece i possedimenti bizantini di Rodi, Samo, Chio, Andro, Lesbo, Modone e Cefalonia.
- 1126 - L'imperatore Giovanni II Comneno con una nuova Crisobolla riafferma ed incrementa i privilegi commerciali veneziani nell'Impero Bizantino.
- 1130 - Il doge abdica, ritirandosi a San Giorgio Maggiore, dove muore. Succede come doge Pietro Polani, genero di Domenico Michiel.
- 1133 - Gli Ungheresi attaccano nuovamente i possedimenti veneziani.
- 1135 - Cadono Sebenico, Traù e Spalato.
- 1143 - Si istituisce il Commune Veneciarum, cioè il gruppo delle antiche famiglie aristocratiche, che partecipano del governo ducale: inizia l'elezione da parte dei sestieri del collegio dei Savii, consiglio permanente del Doge, composto di 35 membri con l'incarico di controllarne l'attività.
- 1144 - Papa Lucio II lancia la Seconda Crociata, ma Venezia appoggia i Bizantini.
- 1147 - L'imperatore Manuele I Comneno incrementa i privilegi commerciali veneziani nell'Impero Bizantino, ingrandendone il quartiere di Costantinopoli ed estendendo le franchigie loro concesse anche a Creta e Cipro. Inoltre conferma e amplia i titoli concessi al doge, che però viene scomunicato assieme alla città con una bolla pontificia.
- 1148 - Il doge muore a Caorle, dove sta approntando la flotta per una spedizione in Oriente. È acclamato doge Domenico Morosini. Viene istituita la Promissio Ducale, il giuramento di fedeltà costituzionale del Doge, mentre la flotta, guidata da Naimero e Giovanni Polani (figli del defunto Pietro), sconfigge a Capo Matapan, in Morea, le navi normanne di Giorgio d'Antiochia. Il papa ritira la scomunica e nomina il doge dominator Marchiae.
- 1156 - È acclamato doge Vitale II Michiel. Viene interrato il rio Batario in piazza San Marco. Con il Minus Privilegium di Federico Barbarossa viene eretto il Ducato d'Austria.
- 1160 - Si erige il monastero di San Arian a Costanziaco.
- 1163 - Il patriarca aquileiense filoimperiale Ulrico di Treffen, dopo aver distrutto Grado, viene sconfitto e imprigionato assieme a dodici chierici e dodici notabili, in ricordo è istituita la “caccia al toro” nel cortile di Palazzo Ducale, da tenersi il Martedì grasso.
- 1167 - Il 1º dicembre, con il giuramento di Pontida, i Liberi Comuni si alleano contro l'imperatore Federico Barbarossa, segretamente appoggiati dal papa e da Venezia: Ulrico viene liberato in cambio di un tributo da parte della sua diocesi.
- 1168 - La Dalmazia meridionale cade in mano agli Ungheresi.
- 1170 - Zara si cede agli Ungheresi.
- 1171 - Enrico Dandolo è ambasciatore a Bisanzio: il 21 marzo l'imperatore Manuele I Comneno fa improvvisamente arrestare tutti i 10.000 veneziani di Costantinopoli e tutti gli altri residenti della Romània, sequestrando beni e navi e distruggendo il quartiere genovese di Gàlata. Venezia invia la propria flotta in Oriente, al comando di Domenico Morosini.
- 1172 - La flotta viene sconfitta dai Bizantini, alleatisi frattanto con Pisani e Genovesi: scoppia la rivolta, sobillata da Ziani e Malipiero (ex ambasciatori a Bisanzio e Avogadori di San Marco), e Vitale II Michiel viene assassinato da Marco Casolo nella chiesa di San Zaccaria. La chiesa di San Geminiano viene spostata al limitare della nuova piazza San Marco, ampliata per far posto a nuovi edifici monumentali. L'elezione del Doge è sottratta al popolo e affidata ad undici elettori: è doge Sebastiano Ziani, dopo la cui incoronazione viene giustiziato Marco Casolo. Viene istituito un Maggior Consiglio -, di 480 membri nominati da 12 elettori, 2 per sestiere: ogni anno il consiglio decadeva, eleggendo i 12 consiglieri che ne avrebbero ricostituito i ranghi. Il consiglio doveva riunirsi ogni domenica e, se necessario, in qualunque altro giorno della settimana. Sono erette le due colonne di Piazza San Marco.
- 1173 - La flotta veneziana, compreso il galeone Totus mundus, entra nel porto di Ancona ed inizia un lungo assedio, con l'alleanza delle truppe imperiali di Federico Barbarossa dirette da Cristiano di Magonza. Dopo una accanita resistenza da parte della città e l'episodio di Stamira, l'assedio è tolto a causa dell'arrivo degli alleati anconitani provenienti da Ferrara e Bertinoro. L'episodio si spiega con la rivalità esistente tra i due porti adriatici e con la tensione esistente tra Venezia e l'imperatore di Bisanzio Manuele I Comneno, di cui Ancona era alleata.
- 1175 - Il Maggior Consiglio inizia a designare il Minor Consiglio, aumentando a 6 i consiglieri ducali.
- 1177 - Nella conferenza di Venezia viene firmata il 24 luglio la tregua tra l'imperatore Barbarossa, papa Alessandro III, che a Venezia aveva ottenuto rifugio, e i comuni della Lega Lombarda: l'imperatore conduce per piazza San Marco le briglie della cavalcatura del doge, prima di inchinarsi davanti al papa. Alessandro III conferma a Venezia il dominio del mare tramite la cerimonia dello Sposalizio durante la festa della Sensa, per la quale dona un anello, e concede ai Dogi il privilegio di portare il cero benedetto, la spada, il seggio, l'ombrello, le trombe d'argento e gli otto gonfaloni che costituiranno il fulcro dell'immagine di sovranità della Repubblica.
- 1178 - Si stabilisce che degli undici elettori ducali ne siano d'ora in poi tratti quattro, col compito di nominarne altri quaranta, ai quali sarebbe spettata l'elezione definitiva, dopodiché il 12 aprile il doge abdica, rinchiudendosi in San Giorgio. È doge Orio Mastropiero. Riconoscimento, da parte della Chiesa, di Venezia a sede del patriarcato di Grado.
- 1179 - È istituito il Supremo Tribunale della Quarantia -. Si inaugura un ponte levatoio in legno a Rialto. Papa Alessandro III concede il privilegio di remissione dei peccati a chi visiti la basilica di San Marco.
- 1182 - I coloni latini di Costantinopoli sono massacrati.
- 1183 - È stipulata la pace di Costanza tra il Papa e l'Imperatore.
- 1186 - Zara sfugge nuovamente di mano a Venezia.
- 1187 - L'imperatore Isacco II Angelo incrementa i privilegi commerciali veneziani nell'Impero Bizantino.
- 1188 - papa Gregorio VIII indice la Terza crociata.
- 1189 - L'imperatore Barbarossa parte per la crociata, attraversando i territori bizantini.
- 1190 - Barbarossa muore in Oriente nel fiume Saleph, in Cilicia.
- 1192 - A giugno Malipiero abdica, ritirandosi nella sua casa di San Maurizio, dove muore dopo pochi mesi. È doge Enrico Dandolo, ottantenne e praticamente cieco. Viene rinnovata la forma della Promissio Ducale.
- 1195 - I veneziani sconfiggono una flotta pisana nelle acque del golfo d'Istria, mentre Bisanzio cerca di rinnovare gli antichi trattati, inviando anche a Venezia le spoglie di Santa Lucia.
- 1197 - Il Maggior Consiglio stabilisce che i sei rappresentanti dei rioni cittadini designati al Minor Consiglio debbano essere tratti dal consiglio stesso. Muore Enrico VI di Svevia e le sue mire sull'Oriente hanno termine con lui.
- 1198 - L'imperatore Alessio III Angelo incrementa i privilegi commerciali veneziani nell'Impero Bizantino.

## XIII secolo
- 1201 - I Pisani occupano Bari, cercando di sbarrare l'accesso all'Adriatico e isolare Venezia. Ma in aprile il papa indice dalla città lagunare la Quarta crociata contro l'Egitto.
- 1202 - Venezia si impegna a trasportare in Egitto l'esercito cristiano per 85000 marchi d'argento e il doge stesso prende la croce, affidando al figlio Vitale l'allestimento della flotta e l'incarico di “capitano da mar”.
- 1203 - L'affluenza di crociati è inferiore al previsto e manca il denaro per il nolo della flotta e Venezia accetta di far salpare la spedizione a condizione che sottometta Zara ribelle: il papa lancia la sua scomunica.
- 1204 - La Quarta crociata viene deviata dai Veneziani su Bisanzio, per sostenere le pretese di Alessio Angelo Comneno sul trono di Costantinopoli. La città viene conquistata dall'esercito latino e il nuovo imperatore si insedia, ma il deteriorarsi dei rapporti porta ad un nuovo assedio. Nel mese di marzo, mentre è ancora in corso l'assedio viene stipulato il trattato sulla futura spartizione dell'Impero tra i crociati. Il 12 aprile Costantinopoli cade e viene saccheggiata: la corona imperiale è offerta a Enrico Dandolo, che però la rifiuta, facendo eleggere Baldovino di Fiandra. Nell'ottobre si stipula il trattato di convenzione tra Venezia e il nuovo Impero latino: l'Epiro (con Durazzo), l'Acarnania, l'Etolia, Corfù, Cefalonia, Santa Maura, Zante, Ragusa, il Peloponneso (con Corone, Modone e Patrasso), Nasso, Andro, l'Eubea, Gallipoli, Rodosto, Eraclea, Adrianopoli e tre ottavi di Costantinopoli, compresa la basilica di Santa Sofia, sono assegnati al dominio veneziano. Il Doge assume il titolo di Dominus quartae partis et dimidiae totius Imperii Romaniae, Signore di un quarto e mezzo dell'Impero Romano d'Oriente. Viene istituito il patriarcato latino di Costantinopoli e Venezia rivendica per sé la nomina del Patriarca, che dev'essere un suo cittadino. A Venezia viene portato un ricco bottino comprendente marmi e opere d'arte tra cui quelle destinate ad abbellire la basilica di San Marco: i quattro cavalli dell'Ippodromo di Costantinopoli, l'icona della Madonna Nicopeia, gli smalti della pala d'Oro, reliquiari, croci, calici, patene, oggi parte del Tesoro.
- 1205 - Il 1º giugno Dandolo muore cavalcando di ritorno a Costantinopoli e viene sepolto con tutti gli onori in Santa Sofia. Il 15 agosto è doge Pietro Ziani, figlio del doge Sebastiano.
- 1207 - Un decreto stabilisce le forme d'elezione dei membri del Maggior Consiglio e del Minor Consiglio. Marin Sanudo conquista le Cicladi: Nasso, Paro e Milo divengono feudo dei Sanudo, Andro va ai Dandolo, Tino, Mykonos, parte di Serifo e di Ceo sono ai Ghisi, Santorini è dei Barozzi, mentre i Querini ottengono Stampalia. Il sultano d'Egitto concede ampi privilegi ai Veneziani.
- 1212 - Creta (conquistata) viene divisa in feudi e a Candia si insedia un duca, nominato dal governo di Venezia.
- 1213 - I despoti bizantini d'Epiro riconquistano Corfù.
- 1214 - Venezia è in guerra con Padova e Treviso.
- 1215 - Venezia perde il controllo del ducato di Durazzo.
- 1220 - Di ritorno dalla Terrasanta Francesco d'Assisi fonda un monastero nella laguna nord, l'odierno San Francesco del Deserto. Il podestà di Costantinopoli costruisce un grande fondaco nella città.
- 1221 - Papa Onorio III indice una crociata contro i Narentani.
- 1228 - In settembre Pietro Ziani abdica lasciando ingenti donazioni a poveri e orfani.
- 1229 - Nel marzo muore Pietro Ziani, che viene sepolto in San Giorgio. La Quarantia è divisa nell'elezione del doge. Interviene il consiglio dogale ed è doge Giovanni o Jacopo Tiepolo, già duca di Candia e podestà di Costantinopoli.
- 1231 - Un incendio devasta la basilica di San Marco.
- 1233 - Inizia la riconquista di Creta.
- 1234 - Creta è completamente riconquistata.
- 1236 - Costantinopoli cade, ma viene subito riconquistata dalle potenze occidentali. Il patriarca di Aquileia trasla la propria sede ad Udine.
- 1240 - Su invito del papa Venezia entra in guerra con Ferrara, ottenendo dagli Estensi il controllo dei commerci della loro città col mare: tutte le mercanzie loro destinate dovevano transitare per il porto di Venezia.
- 1244 - La flotta comandata da Renier Zen riconquista Zara.
- 1245 - Al Concilio di Lione il papa invita gli ambasciatori veneziani, ma non quelli imperiali.
- 1246 - La morte di Federico II di Babenberg apre una lunga serie di conflitti per il controllo del ducato d'Austria.
- 1249 - Il doge Tiepolo abdica, ritirandosi nella sua casa di Sant'Agostino. È doge Marino Morosini, eletto da una Quarantia di quarantuno elettori. Nel luglio muore il Tiepolo, che viene sepolto a SS. Giovanni e Paolo.
- 1253 - Il 1º gennaio il doge muore e viene sepolto in San Marco. È doge Renier Zen, che, essendo ancora podestà di Fermo, giunge a Venezia in febbraio a bordo di quattro galee.
- 1255 - Viene istituito il Consiglio dei Pregadi, o Senato, in numero di sessanta membri, la cui formazione è affidata al Maggior Consiglio ed è promulgato il codice marittimo.
- 1257 - Scoppia la guerra con Genova, che rompe i trattati e distrugge il quartiere veneziano ad Acri, ma nello stesso anno la flotta veneziana sconfigge i Genovesi, riconquistando la città e scacciando i coloni nemici.
- 1259 - Viene definitivamente sconfitto Ezzelino III da Romano, signore di Padova.
- 1260 - Un decreto del Maggior Consiglio stabilisce che nessuna decisione del Senato debba essere definitiva.
- 1261 - Approfittando dell'assenza temporanea della flotta veneziana di stanza a Costantinopoli, l'imperatore di Nicea Michele VIII Paleologo riconquista la Bisanzio, ricostituendo l'impero d'Oriente. L'imperatore latino Baldovino II e il Patriarca fuggono dalla città senza resistere. Viene stipulato il Patto di Ninfeo tra Genova e l'imperatore bizantino contro Venezia.
- 1262 - I Genovesi sono nuovamente sconfitti al largo della Morea.
- 1263 - Genova è battuta nella battaglia di Settepozzi.
- 1264 - Piazza San Marco viene pavimentata in mattoni a spina di pesce.
- 1265 - Venezia e il Basileus bizantino stipulano una tregua quinquennale. Viene realizzato a San Marco il mosaico di Sant'Alipio con documentazione dell'esterno della basilica.
- 1266 - La flotta veneziana sconfigge quella genovese al largo di Trapani.
- 1268 - Il 7 luglio il doge muore e viene tumulato in SS.Giovanni e Paolo. Viene definitivamente riformata l'elezione ducale con un complesso sistema di nomine e ballottaggi: la procedura prevede che alla morte del doge si riunisca il Maggior Consiglio e che il consigliere più giovane si rechi fuori dal Palazzo e ne porti all'interno il primo fanciullo tra gli 8 e i 10 anni trovato. Questi doveva trarre a sorte da un'urna i nomi di 30 consiglieri, col limite che non appartenesso alla stessa famiglia e non avessero alcun legame di sangue, dai quali si sarebbero tratti a sorte 9, col compito di nominare 40, ridotti a 12 per ballottaggio. Questi dovevano eleggere 25 membri, da cui estrarre 9 che eleggessero 45 consiglieri, da cui estrarne 11 che nominassero infine i 41 cui sarebbe spettata l'elezione del nuovo doge. È doge Lorenzo Tiepolo. Viene istituita la carica di Gran Cancelliere, di rango inferiore solo alla Serenissima Signoria e riservata ad un membro della classe dei cittadini. Vengono istituiti i Correttori o Promissori Ducali, magistrati addetti alla verifica della forma della Promissio Ducale. Il Maggior Consiglio decreta le misure necessarie a formare mosaicisti esperti per la decorazione di San Marco. Infine si istituisce la carica di Capitano del Golfo, responsabile della squadra navale incaricata di vigilare le acque adriatiche, e si stabilisce che gli ambasciatori inizino ad inviare al Senato, di ritorno dalle loro missioni, delle relazioni d'insieme sulla condizione delle terre in cui avevano operato.
- 1270 - Viene stipulata la pace tra Genova, Bisanzio e Venezia. Bologna costruisce un forte sul Po di Primaro per controllarne la navigazione, scatenando la guerra con Venezia.
- 1271 - I fratelli Polo e il giovane Marco Polo Marco partono per il loro viaggio in Catai, mentre Venezia viene sconfitta da una Lega Italica e respinta coi suoi possedimenti meridionali fino a Chioggia.
- 1273 - Venezia sconfigge la lega italica e la costringe alla pace nell'agosto di quell'anno. I Polo giungono a Khanbaliq.
- 1274 - Scoppia una rivolta a Creta e il duca di Candia e molti nobili veneziani sono massacrati.
- 1275 - Il 15 agosto il doge muore e viene tumulato nella chiesa dei SS. Giovanni e Paolo. È doge Jacopo Contarini. Una legge proibisce al doge e ai figli di sposare principesse straniere. La famiglia genovese di Zaccaria si impadronisce di Focea, sottraendola ai Greci.
- 1277 - Venezia può ricostituire le sue colonie a Costantinopoli e Tessalonica. Candia è assediata dai greci ribelli.
- 1278 - Brazza, Lesina e Lissa sono definitivamente sottratte ai Narentani. L'imperatore Rodolfo I d'Asburgo strappa il ducato d'Austria a Ottocaro II di Boemia, annettendolo ai domini degli Asburgo.
- 1279 - Viene costituita la Zonta, un accrescimento del Consiglio dei Pregadi e viene proibito ai figli illegittimi dei nobili di sedere nel Maggior Consiglio.
- 1280 - Il 6 marzo il doge viene deposto e gli viene riconosciuto un vitalizio. Il 31 marzo è doge Giovanni Dandolo.
- 1281 - Viene stipulata a marzo la pace con Ancona col trattato di Ravenna, mentre scoppia un conflitto con il Patriarcato di Aquileia.
- 1283 - Scoppia una rivolta a Creta, guidata da Alessio Kalergis e fomentata dall'imperatore bizantino Michele VIII Paleologo: Venezia si accorda ad Orvieto con Carlo I d'Angiò e Filippo di Francia per un'azione congiunta da Brindisi contro i bizantini, da effettuarsi due anni dopo, ma le conseguenze dei vespri siciliani impediscono la realizzazione del progetto. La città viene scomunicata da papa Martino IV per essersi rifiutata di combattere contro gli Aragonesi. Il Maggior Consiglio ratifica gli Statuta et ordinamenta super navibus et aliis lignis. Venezia prende il controllo di Pirano.
- 1284 - Il 31 ottobre viene coniato il primo ducato d'oro, con egual peso e titolo del fiorino di Firenze, già circolante da trent'anni. Alla Meloria i Genovesi travolgono la flotta pisana, ponendo fine alla potenza marittima della città.
- 1285 - Un terremoto e un'alluvione colpiscono la laguna, mentre il nuovo pontefice, Onorio IV, ritira la scomunica a Venezia.
- 1286 - Si propone di limitare l'accesso al Maggior Consiglio solo a coloro i cui antenati vi avessero già seduto, ma il Doge blocca l'iniziativa.
- 1289 - Il 2 novembre muore il doge, che viene sepolto a SS. Giovanni e Paolo. Il 25 novembre è doge Pietro Gradenigo.
- 1291 - Cadono in mano al sultano d'Egitto anche San Giovanni d'Acri, Tiro, Sidone e Tortosa, ultimo lembo cristiano in Terrasanta. Il commercio coi musulmani viene proibito dalla Chiesa.
- 1293 - Il tentativo di blocco di un convoglio genovese al largo di Corone (che con Modone costituiva gli "occhi di Venezia", Venetiarum Ocellae) si risolve con la perdita di quattro galee veneziane.
- 1294 - Scoppia la guerra contro Genova.
- 1295 - Venezia è sconfitta dai genovesi a Laiazzo e anche la muda di Siria è sorpresa e distrutta nel porto di Modone. Marco Polo rientra dalla Cina. A Costantinopoli l'imperatore fa arrestare il bailo e i cittadini veneziani. La flotta di Ruggero Morosini entra nel Bosforo, saccheggia Galata, si affaccia nel Corno d'Oro e conquista Focea. Un'altra flotta di San Marco entra nel Mar Nero e distrugge la colonia genovese di Caffa, in Crimea.
- 1297 - Il 28 febbraio, su proposta del doge Gradenigo, la Serrata del Maggior Consiglio preclude l'accesso al governo della Repubblica a nuove famiglie aristocratiche: possono infatti sedere nell'assemblea solo coloro che ne avessero fatto parte negli ultimi quattro anni o i discendenti delle famiglie i cui antenati vi avessero fatto parte per meriti eccezionali a partire da 1172. L'accesso a uomini nuovi è consentito d'ora in poi solo in circostanze eccezionali.
- 1298 - L'8 settembre i Genovesi distruggono la flotta veneziana nella battaglia di Curzola: di 95 galee solo 11 tornano in laguna e tra gli altri anche Marco Polo viene catturato. A Costantinopoli i cittadini veneziani sono abbandonati al massacro dei Genovesi.
- 1299 - Viene stipulata la pace tra Genova e Venezia. Creta è in rivolta.

## XIV secolo
- 1300 - Viene subito repressa una congiura contro il doge, guidata da Marin Bocconio. È per la prima volta istituito eccezionalmente in via temporanea un Consiglio dei Dieci per reprimere le minacce contro lo Stato.
- 1301 - Vengono avviati lavori di ricostruzione e trasformazione di Palazzo Ducale e si ingrandisce la sala del Maggior Consiglio.
- 1302 - Una solenne ambasciata al Cairo chiede il rinnovo dei privilegi veneziani.
- 1304 - Gli Zaccaria, di Genova, prendono Chio ai Greci.
- 1306 - A Cipro la Repubblica ottiene la franchigia commerciale e quartieri a Nicosia, Famagosta e Limassol. Muore Azzo VIII d'Este e Venezia interviene nella successione assieme al papa, Modena e Reggio Emilia. Inizia la Guerra tra Venezia e Bisanzio, che proseguirà fino al 1310.
- 1308 - L'esercito veneziano viene sconfitto a Ferrara: Clemente V lancia l'interdetto sulla città. Il Maggior Consiglio decreta che le vetrerie di Murano forniscano tasselli per la decorazione musiva di San Marco.
- 1309 - Il 28 agosto Venezia è sconfitta nella battaglia di Castel Tedaldo che viene abbandonato alle truppe papaline. Un decreto del Maggior Consiglio ordina che i comandanti delle navi veneziane riportino dall'Oriente e dalle isole greche marmi pregiati per la decorazione di San Marco.
- 1310 - Il 14 giugno viene represso il tentativo insurrezionale dei Tiepolo e dei Querini, capitanati da Bajamonte Tiepolo, che intendeva instaurare una signoria in città: questi il 15 giugno tenta l'assalto a Palazzo Ducale, ma viene respinto dalle guardie raccolte dal Doge, allertato per tempo, che respingono gli insorti fino al di là del Ponte di Rialto, reprimendo la rivolta. Il capi della congiura sono colpiti dall'esilio. È nuovamente chiamato in funzione il Consiglio dei X.
- 1311 - Il 13 agosto il doge muore e viene sepolto a Murano, nella chiesa di San Cipriano. Il 23 agosto è doge Marino Zorzi.
- 1312 - Il 3 luglio il doge muore e viene inumato nella nuda terra nel chiostro di SS. Giovanni e Paolo. Il 13 luglio è doge Giovanni Soranzo.
- 1313 - Viene ritirato l'interdetto su Venezia.
- 1315 - È istituito il registro della nobiltà veneziana, il Libro d'Oro: tutti quelli che a partire dai diciotto anni vi fossero iscritti per esame della Quarantia entravano a far parte del Maggior Consiglio.
- 1318 - Venezia sostiene l'elezione di Giacomo I da Carrara a Signore di Padova.
- 1319 - Una legge stabilisce che i nobili il cui accesso al Maggior Consiglio fosse stato respinto per due volte dalla Quarantia, non vi sarebbero entrati nemmeno di diritto al compimento del venticinquesimo anno d'età.
- 1321 - Ad agosto giunge in città Dante Alighieri, ambasciatore di Guido Novello da Polenta, signore di Ravenna.
- 1322 - Si delibera che siano eleggibili al Maggior Consiglio solo coloro la cui famiglia vi sia presente dal 1172 e iscritti al Libro d'Oro. Un trattato tra Venezia e Bisanzio restituisce ai sudditi di San Marco gli antichi privilegi. Costantinopoli annulla le misure vessatorie contro i sudditi veneziani.
- 1323 - Le pressioni di papa Giovanni XXII costringono la Repubblica Serenissima a proibire ai cittadini il commercio coi musulmani.
- 1324 - Con la morte di Giacomo I i Carraresi perdono la signoria di Padova.
- 1327 - Cangrande I della Scala inizia la sua azione espansionistica in Veneto.
- 1328 - La flotta di Giustiniani compare davanti a Galata per bloccare il passo ai vascelli genovesi. Il 31 dicembre il doge muore e viene sepolto nel battistero di San Marco.
- 1329 - È doge Francesco Dandolo. Cangrande è signore di Vicenza, Padova, Feltre e Belluno, espandendosi fino a Marghera, dove pone la dogana. Venezia tenta di impadronirsi di Ferrara, approfittando della sua agitazione interna, ma l'interdetto di papa Clemente V blocca il progetto.
- 1331 - Il genovese Cattaneo conquista Lesbo ai Greci. Andrea Dandolo è nominato procuratore di San Marco.
- 1335 - Il Consiglio dei X diviene una stabile magistratura della Repubblica, con il compito di provvedere alla tutela della “quiete e della libertà dei sudditi”.
- 1336 - Venezia aderisce alla lega anti-Scaligeri, entrando in guerra il 28 maggio.
- 1337 - I Carraresi riprendono con Marsilio la signoria di Padova, col sostegno di Venezia, che prende Treviso agli Scaligeri.
- 1338 - Venezia, alleata di Firenze, sconfigge gli Scaligeri, signori di Verona, divenendo signora di Bassano, Conegliano, Castelfranco, Sacile e Oderzo.
- 1339 - Il 24 gennaio viene firmata a San Marco la pace con gli Scaligeri e viene acquistata la signoria di Treviso; il 31 ottobre il doge muore e viene seppellito nella basilica di Santa Maria Gloriosa dei Frari. Il 7 novembre è doge Bartolomeo Gradenigo. Una legge proibisce l'abdicazione ducale.
- 1340 - Il 15 febbraio le acque grandi, una potente mareggiata, scavalcano le isole del Lido e di Pellestrina. Si inizia la ricostruzione completa e ricollocazione della sala del Maggior Consiglio in Palazzo Ducale.
- 1341 - A Creta in rivolta i Veneziani si rinchiudono a Candia e nelle roccaforti.
- 1342 - Il 29 novembre i Promissori Ducali intervengono con un decreto per impedire al doge e alla dogaressa le attività commerciali. Il 28 dicembre il doge muore e viene seppellito in San Marco.
- 1343 - È doge Andrea Dandolo. Una legge esclude i figli del doge da tutte le magistrature. Venezia concede un prestito di 30.000 ducati a Giovanni V Paleologo. Viene avviata a San Marco la costruzione del Battistero e della Cappella di Sant'Isidoro di Chio.
- 1344 - Papa Bonifacio IX indice una crociata contro i Turchi Ottomani, cui aderisce Venezia, conquistando Smirne.
- 1345 - Zara insorge, sobillata da Luigi I d'Ungheria, re d'Ungheria, e Beltrando, patriarca di Aquileia.
- 1346 - Il doge rinuncia al titolo di Signore di un quarto e mezzo dell'Impero Romano d'Oriente.
- 1347 - I Genovesi riprendono ai Greci Focea e Chio e istituiscono una società commerciale, la Maona di Chio per gestirne lo sfruttamento. A Caffa le navi genovesi fuggono dai tartari portando la peste bubbonica in Europa.
- 1348 - Il 25 gennaio un violento terremoto colpisce Venezia, mentre in città giunge la pestilenza, che uccide i tre quinti dei 100.000 abitanti. I genovesi si insediano ai piedi del Rumili-Kavak, il punto più stretto del Bosforo, sbarrando il passo alle navi greche e veneziane. La Repubblica reprime la rivolta di Zara.
- 1350 - Venezia, liberatasi della peste, dichiara guerra a Genova. Negroponte, sorpresa, è presa dai Genovesi.
- 1351 - I Veneziani assediano Galata, costringendo l'imperatore greco ad entrare in lega con loro contro Genova.
- 1352 - Il 15 febbraio si consuma un grande scontro senza conclusioni tra i Veneziani, alleati coi Greci, (130 navi) e i Genovesi di Pagano Doria, alleati con gli Aragonesi, (140 navi). Giovanni Paleologo dà in pegno al provveditore Marin Falier il prestito ricevuto dalla Repubblica.
- 1353 - Vittoria di Alghero dei Veneziani sui Genovesi.
- 1354 - Vengono distrutte dai genovesi Curzola, Lissa e Parenzo: il 7 dicembre il doge muore (si dice sopraffatto dalla disperazione) e viene sepolto nel battistero appena completato della basilica marciana. L'11 settembre è doge Marino Faliero, ambasciatore ad Avignone, che giunge in città il 5 ottobre (sbarcando dal Bucintoro, approdato per la nebbia al centro della piazzetta, passò attraverso le due colonne di Marco e Todaro, segno di malaugurio). Il 4 novembre a Sapienza, vicino Navarino, la flotta veneziana di Niccolò Pisani è distrutta da quella genovese di Doria.
- 1355 - Il Consiglio dei X scopre una cospirazione ordita dal doge Falier per tentare di rovesciare il regime Repubblicano ed istituire una Signoria personale: si dice che il principe avesse preso la decisione del complotto deluso dal sistema di governo aristocratico, dopo che alcuni giovani nobili, tra i quali Michele Steno, che avevano ingiuriato lui e la giovane moglie con scritte sulle mura del Palazzo Ducale, erano stati puniti dalla giustizia veneziana solo con pene molto lievi. Il 15 aprile, giorno stabilito per il colpo di Stato, i congiurati vengono catturati e il 16 aprile giustiziati tra le colonne di piazza San Marco (tra di loro Bertuccio Israello e Filippo Calendario): il 16 aprile, giorno di Sant'Isidoro, diviene festa nazionale per festeggiare lo scampato pericolo. Il venerdì 17 aprile di quell'anno lo stesso doge Marin Falier viene decapitato sulla scala dei Giganti di Palazzo Ducale (dove avvenivano le incoronazioni e si pronunciava la formula della promissione ducale), al grido del boia “Guardate tutti, giustizia è stata fatta del traditore!”. Il 18 il corpo venne sepolto in un cassone in un angolo della chiesa dei SS. Giovanni e Paolo. È doge Giovanni Gradenigo. Francesco I da Carrara rimane unico signore di Padova, avviando una politica ostile a Venezia, che stipula una costosissima pace con Genova.
- 1356 - L'8 agosto Giovanni Gradenigo muore e viene traslato nel capitolo della basilica dei Frari. Il 13 agosto è doge Giovanni Dolfin, dove giunge il 25 agosto da Treviso, dove stava combattendo in difesa della città.
- 1358 - A febbraio Venezia è sconfitta a Nervosa e costretta a cedere Durazzo e le città dalmate da Zara a Spalato al re Luigi I d'Ungheria. Rinunciando a quello di Duca di Venezia, Dalmazia e Croazia, il doge assume il titolo di Dux Veneticorum et coetera. Trieste si dà al ducato d'Austria. Ragusa si dà in vassallaggio all'Ungheria, che le concede l'autogoverno.
- 1359 - Papa Innocenzo VI proibisce il commercio con l'Egitto. I Veneziani assieme ad altri stati crociati affondano la flotta dei corsari turchi ottomani a Megara
- 1361 - Il 12 luglio il doge muore e viene seppellito in SS. Giovanni e Paolo. Il 16 luglio è doge Lorenzo Celsi.
- 1362 - Petrarca si stabilisce a Venezia.
- 1363 - Scoppia la rivolta di Creta del 1363-1366: i coloni veneziani di Creta, con l'appoggio della nobiltà locale, insorgono per l'eccessiva pressione fiscale e istituiscono un nuovo governo.
- 1364 - L'esercito veneziano, al comando di Luchino Dal Verme, sbarca a Candia e riprende rapidamente il controllo dell'isola (ma le ultime sacche di resistenza capitoleranno solo al 1366). Per festeggiare l'evento si tiene un torneo in piazza San Marco, cui assiste anche il Petrarca.
- 1365 - Il 18 luglio il doge muore e viene sepolto nella chiesa della Celestia. Il 21 luglio è doge Marco Corner. Si aggiungono le decorazioni gotiche della facciata della basilica di San Marco. Nella sala del Maggior Consiglio Guariento di Arpo realizza il grande affresco dell'Incoronazione della Vergine in Paradiso.
- 1366 - Un decreto del Consiglio dei Dieci fa cancellare il ritratto del doge Marin Falier dalla teoria dei dogi nella Sala del Maggior Consiglio, coprendo l'immagine con un drappo nero e la scritta Questo era il posto di Marin Falier, decapitato per tradimento.
- 1367 - Una legge proibisce al doge di possedere terre al di fuori del dogado.
- 1368 - Il 13 gennaio il doge muore e viene deposto in SS. Giovanni e Paolo. Il 20 gennaio è doge Andrea Contarini. Viene stipulato il primo trattato tra Venezia e i Turchi. Venezia è impegnata nella guerra di Trieste, per punire l'abbordaggio di una propria galea, atto del quale i Triestini si erano immediatamente scusati.
- 1369 - Trieste si arrende a novembre. Muore, vittima di una congiura, Pietro I di Cipro.
- 1372 - Il Consiglio dei Dieci arresta un tal fra' Agostino, accusato di avvelenare i pozzi per ordine dei Carraresi, contro i quali la Repubblica entra in guerra, scontrandosi anche col sovrano ungherese loro alleato. All'incoronazione di Pietro II di Cipro, il 10 ottobre a Cipro, scoppia per questioni di precedenza un incidente diplomatico tra il bailo veneziano Marino Malipiero e il console genovese Pagano Doria: dopo una serie di insulti i Genovesi sono scaraventati da Veneziani e Ciprioti da una finestra del palazzo e gli scontri dilagano in città. Genova interviene militarmente su Cipro con le 42 galee e i 14.000 uomini di Pietro da Campofregoso, occupando Nicosia e altre città.
- 1373 - L'esercito ungherese sconfitto si ritira, mentre ad ottobre i Genovesi entrano a Famagosta: Pietro II firma la pace promettendo un tributo annuo di 40.000 fiorini e 2.000.000 di fiorini quale saldo dei danno subiti dai Genovesi. Venezia protesta per le violenze subite dai suoi cittadini durante l'occupazione e per la condizione di egemonia dei Genovesi sull'isola.
- 1374 - Si conclude il conflitto tra Venezia e Padova. Gli Asburgo conquistano parte dell'Istria interna.
- 1375 - L'imperatore greco, per saldare il suo debito con un rescritto dà ai Veneziani in concessione l'isola di Tenedo, all'ingresso dei Dardanelli.
- 1376 - Una congiura sobillata dai Genovesi depone Giovanni Paleologo, sostituendolo col figlio Andronico IV Paleologo a Genova e Venezia: il 30 maggio le 14 galee di Vettor Pisani assalgono e sconfiggono la squadra genovese di Luigi del Fiesco (che viene fatto prigioniero) a Porto d'Azio, durante una tempesta. La flotta di Pisani muove poi verso Oriente per liberare Famagosta dal presidio nemico. Anche i Carraresi e gli Scaligeri entrano nel conflitto, alleandosi con Genova. A Genova, alla notizia della sconfitta, il doge Domenico da Campofregoso è deposto e sostituito da Nicolò Guarco, mentre la flotta di Luciano Doria entra in Adriatico per sostenere in Dalmazia le milizie del patriarca di Aquileia e degli Ungheresi, alleatisi anche loro contro Venezia. Vettor Pisani, fallita la conquista di Famagosta, dà alle fiamme Focea e i quartieri genovesi di Chio e Mitilene, conquistando Cattaro e Sebenico, prima di ritirarsi a Pola, mentre i Genovesi sostano per l'inverno a Zara.
- 1379 - Le 24 galee di Luciano Doria attaccano e mettono a ferro e fuoco Caorle e Grado e il 7 maggio compaiono davanti a Pola: la flotta di Vettor Pisani attacca e conquista la capitana nemica, uccidendo il Doria (il comando viene assunto dal fratello Alessandro), ma alla fine subisce una disfatta, perdendo 15 legni e riparando con sette navi superstiti a Parenzo. Bernabò Visconti, alleatosi con Venezia minaccia Padova e Genova, che è costretta a pagare per allontanare il pericolo. Il 19 maggio giungono 47 galee di rinforzo ai Genovesi al comando di Pietro Doria, che incendia Umago. Il 17 luglio il capitano generale da mar viene processato e imprigionato, mentre a Taddeo Giustinian viene affidato l'allestimento di nuove galee e si ordina a Carlo Zen di rientrare in patria con la flotta d'Oriente. Gli accessi alla laguna sono sbarrati con triplici catene e sistemi di zattere armate. La flotta di Genova, appoggiata per terra dagli austriaci, prende Grado e Caorle, giungendo fino in laguna, dove attacca Malmocco, incendia Pellestrina, conquistando il 6 agosto Chioggia minore e parte di Chioggia maggiore, con l'aiuto da terra dei Carraresi: il resto della città resiste sotto la guida del podestà Emo, che combatte contro un nemico otto volte più numeroso. Il 16 agosto Chioggia cade, liberando l'accesso alla laguna per le navi genovesi. Venezia è sotto assedio. Gli Ungheresi circondano Treviso, mentre cade anche Pellestrina. Il doge invia tre ambasciatori a Chioggia, divenuta territorio padovano, per chiedere la pace a qualsiasi condizione, purché alla città sia lasciata la libertà: Pietro Doria risponde affermando la sua intenzione di non concedere pace prima di aver imbrigliato i cavalli di bronzo di San Marco. Venezia risponde all'oltraggio abbandonando qualsiasi proposito di trattativa: si fortificano le isole lagunari, si sbarrano i canali, Poveglia è sgomberata e munita dell'Ottagono, così come si munisce il porto del Lido, unico accesso al mare rimasto ancora libero. Il popolo veneziano chiede la liberazione di Vettor Pisani, che, riconosciuto innocente per la sconfitta di Zara, viene scarcerato e posto a capo della difesa della città. Persino i religiosi sono invitati a prendere le armi per la patria. Cocche armate sono poste tutto intorno a Venezia, viene effettuato un prestito forzoso e si armano le quaranta galee dell'Arsenale più altre poste al servizio della Repubblica da privati cittadini. Il 1º dicembre hanno accesso al Maggior Consiglio le trenta famiglie che maggiormente avevano contribuito alla difesa. Il 22 dicembre la flotta ricostituita salpa per Chioggia, al comando dell'ottuagenario doge. La notte del 23 un corpo di 4.000 uomini tenta di conquistare Chioggia Minore senza riuscirci, ma la flotta riesce a bloccare tutti gli accessi alla laguna clodiense affondando navi cariche di pietre e imprigionando così le navi dei genovesi, che da assedianti si trasformano in assediati.
- 1380 - Il ritorno dall'oriente della flotta di 18 galee di Carlo Zeno giunge il 1º gennaio a rinforzare l'armata veneziana. Il 6 gennaio viene presa la punta della Leva e poco dopo due grosse bombarde (195 e 140 libbre) iniziarono a martellare le fortificazioni di Chioggia. Il 22 gennaio un colpo di bombarda abbatte il muro di un convento seppellendo Pietro Doria, che viene sostituito da Napoleone Grimaldi, che tenta di aprirsi un varco nella laguna di Brondolo, ma viene ricacciato indietro. Il 19 febbraio con un'azione congiunta Vettor Pisani prende Brondolo, mentre Carlo Zeno conquista Chioggia Minore, massacrando i 10.000 genovesi scesi in campo: si strige l'assedio a Chioggia Maggiore, dove giunge ad assumere il comando Gaspare Spinola, mentre dal Tirreno viene inviata la flotta di Matteo Maruffo. Questi al largo della Puglia cattura le navi veneziane di Taddeo Giustiniani, giungendo al largo di Chioggia ai primi di luglio, ma non riesce a forzare il blocco alla laguna e i Veneziani non accettano di ingaggiare battaglia. La rigorosissima sorveglianza vanifica sia i tentativi di vettovagliamento a Chioggia di Padovani e Friulani sia le sortite con piccole imbarcazioni degli assediati. A marzo papa Urbano VI e i Fiorentini indicono a Cittadella una serie di conferenze tra gli ambasciatori belligeranti per porre fine alla guerra. Il 22 giugno Pellestrina è riconquistata. Il 24 giugno, alla fame, Pietro Doria si arrende a Chioggia senza condizioni, perdendo 5.000 uomini e 19 galee. Tuttavia, il 26 giugno, alla comparsa della flotta del Baruffo, Trieste si ribella, dandosi al patriarca di Aquileia. Il 1º luglio il genovese prende Capodistria. Arbe cade l'8 agosto, ma la flotta di Pisani riconquista le due città, mettendo in fuga il nemico. Il 13 agosto a Manfredonia muore Vettor Pisani, la cui salma viene riportata a Venezia e sepolta a Sant'Antonio di Castello. Intanto i Carraresi prendono Castelfranco, Asolo e Noale, continuando a stringere d'assedio Treviso: Venezia, non potendola soccorrere, la cede con riserva dei propri diritti a Leopoldo d'Austria.
- 1381 - Il 9 maggio gli austriaci occupano Treviso. A Torino, l'8 agosto, sotto gli auspici del Conte Verde Amedeo VI di Savoia e di Urbano VI, viene firmata la pace tra Genova, Padova, Aquileia, Ungheria e Venezia (Cipro è esclusa non avendo inviato propri ambasciatori plenipotenziari): Venezia deve rinunciare alla Dalmazia fino a Cattaro in favore dell'Ungheria (e al pagamento di un tributo in cambio della non navigazione nel golfo), a Tenedo per i Savoia, a Treviso per l'Austria e a Trieste, che rimane indipendente. Deve inoltre rinunciare a soccorrere Cipro ancora in guerra. Genovesi e Veneziani si impegnano a non navigare per due anni a Tana e a ricomporre le dispute tra Giovanni Paleologo e Andronico. I Carraresi sono costretti a rientrare nei loro confini, ma continuano a tenere l'assedio a Treviso.
- 1382 - Il 5 giugno il doge muore e viene inumato nel chiostro di Santo Stefano. È doge Michele Morosini, che muore però di peste dopo quattro mesi di governo e viene sepolto a SS. Giovanni e Paolo. I Carraresi ottengono in feudo da Leopoldo d'Austria Ceneda, Treviso, Feltre e Belluno per 100.000 fiorini d'oro. Il 21 ottobre è doge Antonio Venier, che lascia Candia.
- 1383 - Il 13 gennaio il doge giunge a Venezia.
- 1385 - Scoppia la guerra tra Venezia e Padova.
- 1386 - Venezia riprende Corfù.
- 1387 - I Carraresi e Gian Galeazzo Visconti si accordano per distruggere la signoria degli Scaligeri.
- 1388 - Venezia acquisisce la signoria di Argo e la città di Nauplia. In Veneto entra a Padova, dove viene catturato Francesco da Carrara, ma non si pone fine alla guerra, proseguita dal figlio Francesco Novello. Alvise, figlio del doge, muore prigioniero nei Pozzi, dopo essere stato condannato a sei mesi di carcere per aver disonorato una famiglia patrizia.
- 1391 - Il Senato avoca a sé la nomina dei vescovi nel territorio della Repubblica.
- 1392 - Il 24 novembre Francesco Novello da Carrara prostrato ai piedi del doge entra nella nobiltà e Venezia si impegna a reinsediarlo Padova, in cambio delle città della marca trevigiana e dei valichi alpini da esse dipendenti. In città si decreta di non attraversare a cavallo le Mercerie e che i cavalli siano dotati di campanelli per le strade della città.
- 1394 - Sono collocate le statue dell'iconostasi all'interno della basilica di San Marco, ad opera dei fratelli Pierpaolo e Jacobello dalle Masegne.
- 1395 - Venezia entra in possesso del ducato di Atene.
- 1396 - Venezia entra in possesso di Scutari e Durazzo. Genova si concede al re di Francia.
- 1399 - Viene firmato un trattato di non belligeranza coi Turchi. Alberto V d'Este, signore di Ferrara, in cambio di un prestito di 50.000 ducati al figlio legittimo Azzo (che deve trasferirsi a Creta) cede in pegno il Polesine e Rovigo a Venezia assieme alla tutela del figlio naturale Nicolò.

## XV secolo
- 1400 - Il 23 novembre muore Antonio Venier, che viene traslato in SS. Giovanni e Paolo. Il 1º dicembre è doge Michele Sten. Una legge autorizza gli Avogadori de Comun a portare in giudizio il Doge, sia per atti pubblici che privati.
- 1402 - Venezia acquista la Dalmazia dal re d'Ungheria, ma perde il ducato di Atene. Muore Gian Galeazzo Visconti e i Carraresi entrano in guerra con Milano per il possesso di Verona e Vicenza.
- 1403 - Ragusa inizia a definirsi come una Repubblica. Venezia sconfigge i franco-genovesi al largo di Modone
- 1404 - Il 31 marzo Venezia entra in guerra a fianco della vedova del Visconti contro Francesco Novello da Carrara. Si completa la costruzione della parte di Palazzo Ducale rivolta verso la laguna, con la collocazione di una lapide commemorativa sul balcone monumentale.
- 1405 - Venezia si impadronisce di Padova e Verona, imprigionando gli ultimi membri della famiglia Da Carrara.
- 1406 - La mattina del 17 gennaio Francesco Novello e i figli Jacopo e Francesco da Carrara sono giustiziati per tradimento nei Pozzi. Viene istituita la carica di Capitano Generale di Terraferma per la difesa dei nuovi domini terrestri. I Turchi assicurano libertà di spostamento nel loro impero ai Veneziani, impegnandosi a non minacciarne i possedimenti. Il 30 novembre è papa Angelo Correr, col nome di Gregorio XII, ma ad Avignone è eletto papa Benedetto XIII.
- 1407 - Il concilio di Pisa nomina l'Antipapa Alessandro V come terzo pretendente al soglio pontificio.
- 1410 - Il 13 luglio sono allontanati da tutti i consigli della Repubblica tutti coloro che abbiano parenti accreditati presso le corti pontificie.
- 1411 - Ad Ammiana è abbandonato il convento di Santa Maria Maddalena. Il Consiglio dei Dieci stabilisce l'esclusione dei papalisti (cioè di quanti avessero relazioni, anche di sangue, con la corte pontificia) dalle sedute del Senato e degli stessi Dieci quando si trattasse di discutere di temi inerenti al papato, al motto di fora papalisti.
- 1412 - Il 27 ottobre è proibita la vendita di beni ecclesiastici senza il consenso del Senato in tutti i territori della Repubblica.
- 1413 - Il 26 dicembre il doge muore e viene tumulato nella chiesa di Santa Marina.
- 1414 - Il 7 gennaio è doge Tommaso Mocenigo.
- 1416 - Il 24 maggio i Veneziani, guidati da Pietro Loredan, sconfiggono i Turchi a Gallipoli, dopo che questi avevano devastato l'Eubea e le Cicladi.
- 1419 - Un incendio danneggia la parte anteriore del tetto della basilica marciana.
- 1420 - Venezia completa la riconquista della Dalmazia e, il 13 luglio, del Cadore, del Friuli e dei territori del patriarcato di Aquileia, portando i confini sull'Isonzo e le Alpi Carniche. La città si allea coi Fiorentini contro Filippo Maria Visconti.
- 1421 - Il patrizio Marino Contarini commissiona l'edificazione della Ca' d'Oro.
- 1423 - Il 4 aprile, dopo una lunga malattia, il doge muore, chiedendo che in futuro si torni ad una politica meno aggressiva, e le sue spoglie sono traslate nella chiesa di SS. Giovanni e Paolo. Il 15 aprile è doge Francesco Foscari: Venezia acquista per 50.000 ducati la città di Tessalonica che è sotto assedio da parte degli ottomani, dal despota Andronico Paleologo. Il Commune Veneciarum, organo composto dal doge, dai suoi sei consiglieri (il Minor Consiglio) e dai tre capi della Quarantia, assume il nome di Serenissima Signoria. Per la prima volta il Maggior Consiglio si riunisce nella nuova sala. Si inizia la ricostruzione della facciata del Palazzo Ducale rivolta alla piazzetta. Termina in un nulla di fatto la seconda guerra di Scutari.
- 1424 - Viene annessa Salonicco.
- 1425 - Il conte di Carmagnola abbandona il servizio del duca di Milano per passare dalla parte di Venezia.
- 1426 - Venezia entra in guerra contro il ducato di Milano.
- 1427 - Venezia vince col Carmagnola nella battaglia di Maclodio, il 17 ottobre, portando il confine all'Adda. Avviene anche la battaglia di Cremona.
- 1428 - Con la lettera ducale del 9 luglio vengono concessi importanti privilegi alla città di Bergamo, alla cui giurisdizione sono riuniti i territori storicamente dipendenti. Conquista della Val Camonica (la contesa con il ducato di Milano durerà fino al 1454).
- 1430 - I Turchi strappano Salonicco ai Veneziani. L'11 marzo l'ambasciatore senese ferma Andrea Contarini nell'atto di pugnalare il doge, deviandone il colpo.
- 1431 - Il conte di Carmagnola porta i veneziani alla sconfitta durante la battaglia di Soncino.
- 1432 - Il 5 maggio, il capitano di ventura dell'esercito veneziano, il conte di Carmagnola, accusato di tradimento per i rovesci subiti, viene giustiziato sul patibolo. I veneziani perdono in valtellina la battaglia di Delebio.
- 1434 - Brescia resiste agli attacchi milanesi al comando del Gattamelata.
- 1436 - Ad Ammianella è soppresso il monastero dei SS. Andrea e Jacopo.
- 1438 - L'imperatore Giovanni VIII di Bisanzio viene solennemente accolto a Venezia. Ad Ammiana sono abbandonati i monasteri di San Marco e di Mesole. L'Adige rompe gli argini, mutando il suo corso.
- 1439 - Una flotta veneziana (due galee sottili, tre fuste e venticinque copani) è trasportata via terra dal Mincio al lago di Garda per soccorrere Brescia assediata. Si avvia la costruzione della porta della Carta in Palazzo Ducale. Le monache del monastero di San Lorenzo ad Ammiana sono trasferite nel monastero di Santa Maria degli Angeli a Murano.
- 1440 - Gran parte della flotta veneziana sul Garda viene distrutta. Viene però vinta la battaglia di Anghiari.
- 1441 - La pace di Cremona sancisce il dominio della Serenissima su Peschiera, Brescia e Bergamo e su parte del cremonese. Venezia acquista anche Ravenna, Rimini, Faenza, Imola e Cesena, città pontificie, oltre a Rovereto, nel Trentino. In piazza San Marco si tiene un torneo per festeggiare il matrimonio del figlio del doge.
- 1442 - Si termina la ricostruzione della facciata del Palazzo Ducale rivolta alla piazzetta. Ad Ammiana è definitivamente abbandonato il monastero dei Santi Felice e Fortunato.
- 1443 - Viene completata la risistemazione di Palazzo Ducale con il completamento della porta della Carta.
- 1445 - Venezia conquista i territori del patriarcato di Aquileia, privando il primate del potere temporale.
- 1447 - Muore Filippo Maria Visconti e a Milano viene instaurata la Repubblica: Venezia approfitta per occupare Lodi e Piacenza.
- 1448 - Venezia conquista Almissa sottomettendo definitivamente i Narentani. Venezia perde la battaglia di Caravaggio in Lombardia.
- 1449 - Gli Sforza vincono la Battaglia del Monte di Brianza
- 1450 - I veneziani sconfiggono gli sforzeschi alla battaglia di Cantù e Asso.  Francesco Sforza diviene signore di Milano. Il 5 dicembre viene trovato morto Almorò Donà, consigliere dei Dieci: Jacopo Foscari, figlio del doge, riconosciuto colpevole, viene esiliato a Candia.
- 1451 - Soppressione del patriarcato di Grado ed elevazione del vescovado di Venezia a patriarcato di Venezia con sede in San Pietro di Castello e funzione di metropolita sui territori sotto il controllo dello Stato veneziano. L'isola di Egina si concede a Venezia.
- 1452 - Maometto II erige sul Bosforo il Rumelihisarı, la Fortezza d'Europa, bloccando la navigazione nello stretto: la nave del capitano veneziano Antonio Rizzo tenta di sfuggire ad un controllo, ma viene affondata e l'intero equipaggio giustiziato assieme al comandante.
- 1453 - Costantinopoli è stretta d'assedio, il bailo veneziano Girolamo Minotto si offre di aiutare la difesa della città nel quartiere di Hebdomon e di trattenere le navi presenti in rada per rinforzare la debole marina bizantina. Il 20 novembre Costantinopoli in mano ai Turchi del sultano Maometto II: con la morte dell'ultimo imperatore bizantino Costantino XI si chiude la plurimillenaria storia dell'Impero Romano. Il sultano fa decapitare il bailo veneziano assieme ai figli e numerosi notabili, gli altri coloni sono venduti come schiavi. Sciro, Sciato e Scopelo si concedono a Venezia. Gli Sforza vincono la Battaglia di Ghedi e l'Assedio di Pontevico.
- 1454 - Il 18 aprile un trattato coi Turchi conferma i privilegi commerciali veneziani, il 19 aprile la pace di Lodi riconosce il confine veneziano sull'Adda, con il dominio di Brescia, Bergamo, Cremona e Val Camonica.
- 1455 - Il valore del ducato d'oro è fissato a 124 soldi d'argento. Il Senato ordina di prelevare sei colonne di marmo prezioso dall'abbandonato convento dei SS. Andrea e Jacopo per la decorazione della Basilica di San Marco.
- 1456 - Jacopo Foscari si accorda con lo Sforza e Maometto II per tornare in patria.
- 1457 - Il 12 gennaio Jacopo Foscari, scoperto dal Consiglio dei Dieci, viene giustiziato. Il 23 ottobre, tre consiglieri dei dieci si presentano al doge Foscari, ormai vecchio e ottuagenario, e lo costringono a deporre le insegne ducali e gli intimano di abbandonare il Palazzo entro otto giorni, pena la confisca dei beni. Il 30 ottobre è doge Pasquale Malipiero: due giorni dopo l'elezione, il 1º novembre, il vecchio Foscari muore di crepacuore nella sua casa di San Barnaba. Per ordine del Consiglio dei Dieci, nonostante l'opposizione della moglie, l'ex doge è esposto coi paramenti ducali nella sala dei Signori della Notte fino al 3 novembre, quando riceve i funerali di Stato, prima della sepolture nella basilica di Santa Maria Gloriosa dei Frari.
- 1458 - Il 25 ottobre il Maggior Consiglio limita i poteri del Consiglio dei Dieci, impedendo che questo possa intervenire in quanto riguardava il doge e la sua promissione, ricordando come esso esistesse per impedire scandali, non per crearli.
- 1460 - Il duca di Atene soccombe alle armate turche, che dilagano in Morea.
- 1462 - Il 12 maggio muore Pasquale Malipiero, che viene deposto in SS. Giovanni e Paolo. Il 17 maggio è doge Cristoforo Moro. Monemvasia si concede a Venezia.
- 1463 - I Turchi prendono Argo, causando la guerra con Venezia.
- 1464 - Una flotta di 12 galee della Serenissima giunge ad Ancona il 12 agosto per congiungersi con l'alleato esercito pontificio e le sue 8 galee, ma la morte di Pio II il 15 agosto costringe i Veneziani a rientrare in laguna.
- 1466 - Soppressione del vescovado di Equilio ed annessione dei suoi territori alla diocesi patriarcale di Venezia. Giacomo II di Cipro riprende Famagosta ai Genovesi.
- 1467 - I Veneziani assieme ai signori Albanesi respingo l'attacco turco a Croia
- 1468 - Il Maggior Consiglio decreta che da questo momento il Consiglio dei X "informerà sui tradimenti, sulle cospirazioni, sulle sette. Conoscerà gli atti la cui natura minaccia la pace dello Stato, le convenzioni aventi l'effetto, sia all'esterno che all'interno, di cedere una parte del territorio, di ogni cosa in una parola che esige di essere affrontata molto segretamente”.
- 1469 - I Turchi di Maometto II sono in Istria. Venezia occupa Croia in Albania.
- 1470 - Il sultano in persona assedia Negroponte con una potente flotta e realizzando un ponte di barche per collegarla al continente. Vana è la difesa del capitano generale Antonio da Canal, che il 12 luglio perde la città, distrutta dai Turchi assieme a tutta l'Eubea: la popolazione è sterminata e il bailo Marco Erizzo segato a metà.
- 1471 - Il 9 novembre il Serenissimo Principe rende l'anima a Dio e viene sepolto a San Giobbe Il 25 novembre è doge Nicolò Tron.
- 1472 - Venezia propone a Giacomo II di Cipro di sposare Caterina Cornaro, che viene in quell'anno incoronata regina.
- 1473 - Il 28 luglio il doge muore e viene deposto ai Frari. Il 13 agosto doge Nicolò Marcello. Il 14 novembre, a Cipro, dopo la morte del re Giacomo II di Lusignano, un gruppo di nobili irrompe nel palazzo reale, uccidendo numerosi servitori, e costringendo la regina, la veneziana Caterina Cornaro, a lasciare la reggia.
- 1474 - La flotta di Pietro Mocenigo entra a Famagosta, ripristina sul trono Caterina Cornaro, affiancandole due consiglieri ed un governatore, e fa giustizia dei rivoltosi. Scutari, comandata da Antonio Loredan, resiste all'assedio di 80.000 Turchi di Suleiman Pascià fino all'arrivo della flotta di Mocenigo. Il 1º dicembre il doge muore e viene deposto nella chiesa di Santa Marina. Il 14 dicembre è doge Pietro Mocenigo, già affetto da malaria dalla campagna di Scutari. Il Senato decide di sostituire il ciclo pittorico decorativo della sala del Maggior Consiglio.
- 1475 - Il 6 gennaio iniziano le trattative di pace con la Sublime porta, ma risultano inconcludenti.
- 1476 - Il 23 febbraio la malaria uccide Pietro Mocenigo, che viene tumulato in SS. Giovanni e Paolo. È doge Andrea Vendramin.
- 1477 - Lepanto resiste strenuamente all'assalto dei Turchi, che però entrano nel Friuli, fino al Tagliamento e all'Isonzo.
- 1478 - Il 6 maggio il doge muore e viene sepolto nella chiesa dei Servi. Il 18 maggio è doge Giovanni Mocenigo, fratello di Pietro. Maometto II bombarda Scutari e Croja, che soccombe. Bartolomeu Dias arriva a doppiare il capo di Buona Speranza.
- 1479 - I Turchi occupano gran parte delle Cicladi e l'intera isola di Eubea, colonie veneziane, ponendo fine alla guerra, che impone a Venezia la perdita anche di Negroponte, Lemno e dell'Albania, oltre al pagamento di 10.000 ducati per la libera circolazione dei suoi commerci nell'Impero ottomano.
- 1480 - I Turchi occupano Santa Maura e Cefalonia, incendiano Otranto e realizzano un porto militare a Valona.
- 1481 - Venezia entra in guerra contro Ferrara, che sotto la guida di Ercole I d'Este, dopo aver stretto un'alleanza matrimoniale con Ferrante d'Aragona, re di Napoli, cerca di riprendersi il Polesine e rendersi indipendente da Roma. Su iniziativa di Lorenzo il Magnifico, con Ferrara e Napoli si schierano anche Firenze e Milano.
- 1482 - La guerra si allarga allo Stato Pontificio (alleato di Venezia) e al Regno di Napoli (alleato di Ferrara). Napoletani e Ferraresi sono sconfitti a Campomorto, nelle paludi pontine, ed Argenta, sul Reno.
- 1483 - Papa Sisto IV abbandona l'alleanza con Venezia e passando dalla parte di Napoli e Ferrara: la città viene scomunicata ed il papa propone una Santa Alleanza contro di essa. Venezia risponde a sua volta alleandosi contro i nemici del pontefice e prescrivendo l'interdetto con uno scritto di giuristi apposto sulla porta di San Pietro. Il 14 settembre un incendio danneggia parzialmente Palazzo Ducale: parte degli uffici del governo sono trasferiti nel palazzo delle Prigioni a lato dello stesso.
- 1484 - A gennaio la Repubblica propone a Carlo VIII di Francia, e al duca d'Orléans di intervenire in Italia contro Milano, ma l'accordo non va a buon fine. Il 7 agosto Venezia prende Rovigo, riconquistando il Polesine e ponendo fine al conflitto, con la pace di Bagnolo. Per festeggiare la pace col duca di Ferrara si tiene un torneo in piazza San Marco. Venezia prende il controllo della città pugliesi di Monopoli e Gallipoli.
- 1485 - Il 14 settembre il doge muore di peste ed è frettolosamente sepolto per paura del contagio a SS. Giovanni e Paolo. A novembre è doge Marco Barbarigo, dopo due mesi di vacatio per la pestilenza.
- 1486 - Il 14 agosto il doge muore ed è sepolto nella chiesa della Carità (Accademia): nell'ultima riunione del Senato, quello stesso giorno, aveva messo in guardia contro le ambizioni del fratello. Costruzione della Sacrestia della Basilica di San Marco, a cui segue la ricostruzione della chiesetta di San Teodoro a opera di Giorgio Spavento, proto della basilica. Il 30 agosto è doge Agostino Barbarigo, fratello del doge defunto.
- 1487 - Il portoghese Bartolomeu Dias doppia il Capo di Buona Speranza, circumnavigando l'Africa.
- 1489 - Il 1º giugno Venezia annette l'isola di Cipro, donatale come “figlia della Repubblica” dalla regina Caterina Cornaro, vedova di Giacomo di Lusignano, in cambio dei castelli di Asolo e Marostica, di un palazzo sul Canal Grande e di un vitalizio di 8.000 ducati.
- 1491 - La flotta veneziana è sconfitta a Sapienza e a Zonchio da quella turca: vengono perse Modone e le principali fortezze della Morea.
- 1492 - Cristoforo Colombo apre la rotta dell'Atlantico. Viene terminata la ricostruzione del Palazzo Ducale. Si avvia la fortificazione di Famagosta, mentre il sultano, irato per i frequenti dispacci cifrati inviati a Venezia dal bailo di Costantinopoli, gli intima di lasciare la città entro tre giorni.
- 1493 - Beatrice d'Este, ambasciatrice del marito Ludovico il Moro, è sontuosamente ricevuta a Venezia, dove annuncia l'imminente venuta del re Carlo di Francia.
- 1494 - Carlo VIII di Francia scende in Italia, conquistando il Regno di Napoli e offrendo a Venezia Brindisi e Otranto perché si allei con lui, ma la città rifiuta.
- 1495 - Venezia si allea il 25 marzo con Milano, il Papa, la Spagna e l'Impero contro la calata in Italia di Carlo VIII, sconfitto il 6 luglio a Fornovo. È avviata la costruzione delle Procuratie Vecchie in Piazza San Marco. Aldo Manuzio fonda a Venezia la sua tipografia. In cambio dell'aiuto militare fornito, la Repubblica ottiene da Ferdinando II di Napoli alcuni porti della Puglia: Trani, Mola di Bari (della quale non riesce però ad occupare il castello), Monopoli, Brindisi, Otranto, Gallipoli.
- 1496 - Venezia appoggia Pisa, ribellatasi ai Fiorentini. È affidata a Mario Codussi la costruzione della torre dell'Orologio di piazza San Marco. Marin Sanudo inizia la compilazione dei suoi Diarii.
- 1497 - Sono fuse le due statue dei Mori di piazza San Marco.
- 1498 - Il 20 maggio Vasco da Gama riesce a toccare le Indie a Calicut, aprendo la rotta di circumnavigazione dell'Africa. Per l'ultima volta le galere veneziane non hanno abbastanza denaro per comprare tutte le spezie disponibili al mercato di Alessandria.
- 1499 - Carlo VIII scende nuovamente in Italia, chiamato a febbraio da Venezia, conquistando Milano e cedendo Cremona e Gera d'Adda alla Serenissima. I mercanti veneziani di Costantinopoli sono arrestati e i Turchi, entrati in guerra, arrivano fino a Zara: Fu chiaro – affermava un documento ufficiale – che i Turchi si dimostravano apertamente ostili a Venezia. Le flotte si scontrano a Navarino, ma l'esito è incerto. Lepanto cade e a giugno il sultano in persona assedia e prende Modone, massacrando la popolazione, presto seguita da Corone. È terminata la Torre dell'Orologio.

## XVI secolo
- 1500 - Si iniziano a costruire le due ali laterali della Torre dell'Orologio. Le truppe veneziano spagnole prendono possesso di Cefalonia durante la seconda guerra turco-veneziana.
- 1501 - Il 20 settembre il doge, malato (aveva chiesto di abdicare, ma non gli era stato concesso), muore e viene seppellito alla Carità. Il 2 ottobre è doge Leonardo Loredan. Viene istituita una commissione dei Dieci per indagare delle molte denunce contro il defunto doge Barbarigo, accusato di aver protetto parenti corrotti ed altre azioni. Francia e Impero pensano di accordarsi contro Venezia.
- 1502 - Le galere tornano dall'oriente semivuote, solo tre navi su cinque sono riempite ad Alessandria e da Beirut tornano solo quattro balle di pepe: Benedetto Sanudo è inviato in missione segreta al Cairo per convincere il sultano del pericolo di disastro finanziario che incombente sul mercato di Alessandria e della necessità per lui di precludere i porti dell'India ai portoghesi, trattando coi principi indiani. Si affianca al Consiglio dei Dieci una Giunta delle Spezierie per studiare reazioni al problema. Intanto il re del Portogallo ordina a Vasco de Gama di lasciare stabilmente parte della flotta a difesa dello sbocco del mar Rosso, per effettuare un blocco dei commerci con l'Egitto.
- 1503 - Al termine dei lavori della commissione sull'operato del Barbarigo i Promissori Ducali sono incaricati di scrivere un testo più stringente nella limitazione delle attività del Doge. La pace con i Turchi sancisce la perdita di Modone, Corone e Santa Maura. Vasco de Gama rientra in Portogallo con 35.000 quintali di spezie, pagato a 200.000 ducati, ma del valore commerciale di quasi un milione. Sale al soglio pontificio papa Giulio II, genovese, che inizia a muovere alleanze contro la Repubblica. Avviata la costruzione della Cappella Zen nel braccio destro dell'atrio della Basilica marciana, ostruendo il solenne portale d'ingresso verso la laguna.
- 1504 - È firmato l'accordo di Blois tra i nemici di Venezia e la Francia, ma l'accordo fallisce. Venezia prende il controllo della Romagna. Le navi tornano dall'Oriente completamente vuote. Si propone allora di aprire un canale tra Mediterraneo e Mar Rosso, per intercettare la rotta africana dei portoghesi, mentre un'altra ambasciata espone le proprie rimostranze al Cairo sugli alti prezzi delle spezie, minacciando di passare al mercato di Lisbona se il sultano non avesse dato fondo alle riserve dei propri magazzini. La Signoria stabilisce lo sgombero da piazza San Marco di tutte le botteghe, gli orti e i magazzini che potessero arrecare detrimento al decoro della Basilica.
- 1505 - La statua del Gobbo di Rialto e quella di Marocco delle Pipone in Piazzetta San Marco cominciano a diventare il luogo dove appendere libretti contro il Doge e il Governo.
- 1506 - L'albo della nobiltà veneziana prende il nome di “Libro d'Oro”. I portoghesi occupano l'isola di Socotora, stringendo ancora di più il blocco navale all'Egitto. Il mercato realtino entra in crisi per la mancanza di merci. Si termina la costruzione delle ali laterali della Torre dell'Orologio. Il con decreto del 29 settembre la Zonta è resa parte ordinaria e perpetua del Senato, col numero di sessanta senatori.
- 1507 - Il 15 gennaio si istituisce in via provvisoria un collegio di cinque Savi alla Mercanzia per l'indirizzo economico della città.
- 1508 - Viene stipulato il patto della lega di Cambrai contro Venezia, raccogliendo Impero, spagnoli e francesi e le signorie di Urbino, Mantova e Ferrara e altre.
- 1509 - Il 23 marzo il papa aderisce alla lega, sebbene ancora il 4 aprile Venezia si offra di restituire Faenza e Rimini in cambio della pace: Giulio II scomunica la città. Il 21 aprile il Senato dà a Zaccaria Loredan il grado di Capitano del Lago e gli affida una flotta di una galea e due fuste per il controllo del lago di Garda. Il 1º maggio a Milano Luigi XII di Francia assume il comando delle forze della lega di Cambrai e il 14 maggio sconfiggono ad Agnadello la retroguardia veneziana comandata da Bartolomeo d'Alviano, mentre il resto dell'esercito si ritira verso Brescia con Niccolò Orsini. Il 15 maggio Caravaggio apre le porte ai francesi e il 16 maggio cade anche la sua rocca. Il 17 maggio Bergamo invia le chiavi al re, mentre Brescia chiude le porte ai Veneziani e il 24 maggio si dà anche lei ai francesi, assieme a Cremona e Crema. Il 29 maggio viene assaltata Peschiera. Cadono Ferrara, Faenza, Cervia e Rimini e Ravenna, Asolo e Lonato, mentre i vassalli imperiali prendevano Duino, Pisino, Feltre, Belluno, Trieste e Fiume, Riva del Garda e altri castelli. Il 31 maggio giunge da Venezia l'ordine di affondare la flotta del Garda. In breve le forze della Lega occupano tutta la terraferma, giungendo fino ai margini della laguna e a Mestre, dove si era asserragliato il Pitigliano, e si arrendono ai tedeschi Padova, Vicenza e Verona. Il 10 giugno la dedizione di Treviso viene impedita dal pellicciaio Marco Caligaro, che solleva la città e chiede aiuti a Mestre, ricevendone 700 fanti e l'esenzione quindicennale della città dai tributi. L'impero assume il controllo di Aquileia e del suo patriarcato. Il 17 luglio il provveditore Andrea Gritti prende di sorpresa Padova, sguarnita, in breve seguita dal castello di Legnago. Il 3 agosto viene catturata dai Veneziani Isola della Scala e fatto prigioniero il marchese di Mantova. L'imperatore Massimiliano muove allora da Trento su Padova, fortemente presidiata dal Pitigliano e da due figli del doge, che avevano rafforzato le fortificazioni. Il 10 agosto l'esercito tedesco è a Vigodarzere e il 20 agosto a Bassanello. Fallito il tentativo di deviare il Bacchiglione, inizia il bombardamento di Padova, che resiste. Il 1º ottobre è tolto l'assedio. Il 26 novembre Vicenza apre le porte al Gritti e dopo tre giorni la guarnigione della lega cede la cittadella. Sono riprese Bassano, Feltre, Belluno, Cividale, Castelnuovo del Friuli, Monselice, Montagnana e il Polesine. L'esercito e una flotta comandata da Angelo Trevisani risalgono il Po fino a Ferrara, ma il contingente di terra, minacciato da Verona dai francesi, si ritira e la flotta il 22 dicembre viene battuta dalle artiglierie di Alfonso I d'Este.
- 1510 - Il 24 febbraio papa Giulio II ritira la scomunica, alleandosi con Venezia contro i francesi, mentre muore il Pitigliano. I francesi prendono Vicenza, Marostica, Cittadella, Bassano e infine Legnago. Il 9 agosto il papa scomunica Alfonso d'Este, assalendo invano Genova e la Riviera Ligure e chiamando in Lombardia gli svizzeri, che però rientrano presto nelle loro terre, pagati dal re francese. Il pontefice prendeva però Modena e l'Emilia. Lucio Malvezzi, capitano dell'esercito della Serenissima, riprende Marostica e Bassano, entra a Vicenza e giunge sotto Verona. A settembre a Tours un concilio di vescovi francesi che afferma che il papa non possa condurre guerra per motivi temporali e programma un futuro concilio ecumenico. Il 20 settembre la corte pontificia giunge a Bologna per portare guerra al duca di Ferrara. Il 12 luglio giungono a Bologna anche le forze d'oltralpe, costrette in breve a ritirarsi. Il papa prende Sassuolo e Concordia. Intanto i mercanti di Vienna dichiarano più economico rifornirsi a Lisbona piuttosto che a Venezia, mentre in Egitto il console veneziano si attira le ire del sultano per i negoziati sul commercio di spezie che sta conducendo col re di Persia e viene imprigionato con numerosi notabili: una dimostrazione navale e una speciale ambasciata danno però sufficiente prova di forza e ne rendono possibile la liberazione.
- 1511 - Il 20 gennaio il papa prende Mirandola e Venezia entra nella Lega Santa. A marzo i francesi prendono Concordia e Castelfranco: il papa fugge a Ravenna. Il 21 maggio Bologna cade in mano ai francesi. Il 1º settembre membri della lega convocano a Pisa un concilio di 9 cardinali dissidenti nel tentativo di deporre il pontefice, frattanto rientrato a Roma, dove il 18 luglio, al Laterano, viene convocato un altro concilio e si minaccia ai cardinali ribelli la perdita della porpora in caso di mancata sottomissione di lì a due mesi. Il 13 novembre una sollevazione di Pisani mette in fuga i padri conciliari. Il papa si allea col re di Spagna, istituendo una Santa Lega contro la Francia, aperta anche all'Inghilterra e all'Imperatore, in cambio della restituzione dei territori veneziani. Il portoghese Albuquerque s'impadronisce di Malacca, importante mercato di spezie. L'ambasciatore Trevisan al Cairo riceve le lamentele del sultano per le poche navi inviate da Venezia per il commercio.
- 1512 - A gennaio le truppe guelfe assediano Bologna, soccorsa tra il 4 e il 5 febbraio dall'armata francese, lo stesso giorno in cui Andrea Gritti prende Brescia, mentre si sollevavano e riconsegnavano a San Marco Bergamo e tutte le altre terre sottratte, tranne Crema e Cremona. L'esercito di Gaston de Foix-Nemours lascia Bologna e prende Isola della Scala al veneziano Gian Paolo Baglioni. Il 19 febbraio Brescia viene ripresa e orrendamente saccheggiata, mentre Bergamo si sottometteva nuovamente, atterrita, alle milizie francesi. L'8 aprile il Foix inizia l'assedio di Ravenna, soccorsa il 10 aprile dall'armata del papa e della Spagna, guidata dal Cardona. L'11 aprile si ha la battaglia (si narra che il duca di Ferrara, alleato dei francesi, bombardasse entrambi gli schieramenti dicendo “non importa, sono tutti stranieri e perciò nemici degli Italiani”), in cui gli spagnoli e i pontifici sono messi in fuga. L'imperatore Massimiliano, intanto, ordina la smobilitazione delle sue truppe. Il 3 maggio il Concilio Laterano annulla le decisioni di quello di Pisa e minaccia la scomunica al re di Francia, se si fosse ostinato a non restituire le terre della Chiesa e a rendere la libertà al cardinale Giovanni de' Medici, catturato a Ravenna. Il 5 giugno Venezia riprende Cremona e riceveva la dedizione di Bergamo. Giulio II riprende Rimini, Ravenna, Cesena e l'intera Romagna, mentre il francese Jacques de La Palice si rinchiude a Pavia. Il papa riprende intanto anche Bologna, Reggio, Modena e conquista per sé Parma e Piacenza, in quanto antichi territori dell'Esarcato. Milano si dà alla Lega Santa e Genova si ribella il 29 giugno acclamando doge Giano Fregoso. Una dieta a Mantova pone sul trono del Ducato di Milano Massimiliano Sforza, primogenito di Lodovico il Moro. Nell'agosto l'esercito papale-spagnolo entra in Toscana per reinsediare i Medici, prendendo il 29 agosto Prato e la saccheggiano: Firenze si solleva restaurando la Signoria. Il 18 settembre Brescia si arrende al viceré di Napoli ai Veneziani. Legnago si arrende agli Imperiali, Crema ai Veneziani e Novara allo Sforza, che il 29 settembre riceve dagli svizzeri le chiavi di Milano con l'impegno alla difesa della città. Alla fine dell'anno una dieta a Roma cerca di ricomporre i dissidi tra Venezia e l'Imperatore, che si rifiutava di restituire Legnago, Padova, Verona, Treviso e Crema senza compenso. Ancora una volta le navi tornano vuote dall'Egitto e dalla Siria. Un grande incendio danneggia la fabbrica delle Procuratie Vecchie.
- 1513 - La notte tra il 20 e il 21 febbraio Giulio II muore e gli succede l'11 marzo Giovanni de' Medici, papa Leone X, che cerca di svincolarsi dalla guerra. Venezia si allea nuovamente coi francesi contro i tedeschi, che però arrivano fino a Mestre prima di essere respinti: in città vengono tassate anche prostitute e cortigiane per far fronte alle esigenze di guerra. Il 6 luglio è innalzato sul campanile di San Marco l'angelo d'oro.
- 1515 - Veneziani e francesi sconfiggono svizzeri e Imperiali a Marignano, nel milanese. I portoghesi prendono Ormuz, bloccando anche i traffici di spezie via terra.
- 1516 - I Turchi conquistano Siria ed Egitto.
- 1517 - È completata la costruzione delle Procuratie Vecchie. Il 31 ottobre l'inviato del Sultano, Alì Bey, in visita a Venezia è accompagnato sul campanile di San Marco. I Savi alla Mercanzia diventano stabile magistratura della Repubblica.
- 1520 - Arriva a Venezia la riforma luterana, ma nonostante le proteste del papa, la Repubblica non interviene, convinta nella separazione tra Chiesa e Stato.
- 1521 - Una gangrena a una gamba uccide il 21 giugno Leonardo Loredan, che viene seppellito a SS. Giovanni e Paolo. È doge Antonio Grimani. La sorveglianza del clero regolare è affidata ai Provveditori dei Monasteri (il clero secolare era invece sottoposto al controllo dei Dieci). È terminata la costruzione della cappella Zen a San Marco.
- 1522 - I Turchi si impossessano di Rodi, sede dei Cavalieri Ospitalieri.
- 1523 - È doge Andrea Gritti.
- 1526 - Con la vittoria di Mohács, i Turchi sottraggono la Slavonia agli Ungheresi, la cui corona passa agli Asburgo.
- 1529 - Pace di Cambrai: il Congresso di Bologna inaugura il dominio in Italia dell'imperatore Carlo V d'Asburgo. Il Sansovino interviene a consolidare le mura e le cupole della Basilica di San Marco.
- 1530 - Termina la dominazione veneziana di Mola di Bari, Monopoli, Trani, Brindisi, Otranto e Gallipoli.
- 1532 - È terminata la costruzione delle Procuratie Vecchie.
- 1533 - Una squadra navale ottomana di dodici galee è distrutta dai Veneziani all'ingresso del porto di Candia.
- 1536 - Sansovino costruisce la Libreria Marciana in Piazzetta San Marco.
- 1537 - Scoppia la guerra contro i Turchi, guidati da Solimano il Magnifico, che conquistano Corfù, Clissa, Syra, Stampalia, Patmo, Nasso, Andro, saccheggiano Egina e assediano Nauplia e Malvasia, minacciando Creta.
- 1538 - Una flotta cristiana armata su desiderio di papa Paolo III, al comando dell'ammiraglio Andrea Doria, fugge a Prevesa davanti a quella turca. Venezia è costretta a cedere la Morea alla Sublime Porta.
- 1539 - È doge Pietro Lando. È definitivamente istituita la figura dei Tre Inquisitori di Stato o Signori della Notte, chiamati dal Consiglio dei X a informare sulla divulgazione dei segreti di Stato e a ricercare e punire i colpevoli.
- 1540 - La pace coi Turchi costa a Venezia 300.000 ducati, gli ultimi possedimenti in Morea, Nauplia e Malvasia, oltre alle numerose isole occupate e le zone interne della Dalmazia. Sansovino edifica la Loggetta sotto il campanile di San Marco.
- 1542 - Nel mese di agosto viene scoperta dagli Inquisitori di Stato una congiura per la vendita di informazioni segrete all'ambasciatore di Francia.
- 1543 - Viene eretto il Forte di Sant'Andrea in difesa della bocca di porto di San Nicolò, su progetto del Sanmicheli.
- 1545 - È doge Francesco Donà.
- 1548 - Viene restaurato il campanile di San Marco.
- 1549 - Viene abbandonato il convento di San Arian sull'isola di Costanziaco.
- 1553 - È doge Marcantonio Trevisan.
- 1554 - È doge Francesco Venier. Il nome del ducato d'oro è mutato in Zecchino.
- 1556 - È doge Lorenzo Priuli. Sono istituiti i Provveditori ai Beni Incolti, magistrati incaricati di incentivare lo sviluppo agricolo, per far fronte alla crescita del prezzo del grano.
- 1558 - La flotta di Solimano compare fin nel Mediterraneo occidentale e Venezia reputa saggio porre Corfù in stato d'allerta: si hanno scontri a Durazzo, mentre squadre navali sfilano davanti a Zante e nell'Adriatico.
- 1559 - È doge Girolamo Priuli. La pace di Cateau-Cambrésis sancisce definitivamente il dominio spagnolo e austriaco in Italia.
- 1562 - Il sultano inizia a pianificare un attacco a Cipro.
- 1564 - I Turchi iniziano a radunare forze a Satalieh, sulla costa anatolica rivolta verso Cipro.
- 1566 - I Turchi strappano Chio ai Veneziani.
- 1567 - È doge Pietro Loredan. La flotta ottomana è armata e pronta ad invadere Cipro.
- 1569 - La loggetta del Campanile diviene posto di guardia degli Arsenalotti durante le riunioni del Maggior Consiglio.
- 1570 - È doge Alvise I Mocenigo. Il sultano Selim II scatena l'invasione di Cipro, ingiungendone l'evacuazione. Cade Nicosia e inizia l'assedio di Famagosta.
- 1571 - Il 1º agosto, dopo 11 mesi d'assedio, cade l'ultimo baluardo veneziano a Cipro: Famagosta si arrende, ma i difensori, che avevano ottenuto di poter lasciare incolumi la città, sono massacrati a tradimento e il comandante della fortezza, Marcantonio Bragadin viene scuoiato vivo e la sua pelle conciata è inviata a Venezia. I Turchi minacciano Candia, poi muovono a molestare Cattaro e la Dalmazia. Il 16 settembre sono segnalati a Zante e indicati in navigazione verso Lepanto. Il 25 settembre si concentra a Corfù la flotta cristiana chiesta dal papa e da Venezia per respingere il pericolo turco. Il 7 ottobre la flotta composta da veneziani, spagnoli, pontifici, piemontesi e toscani annienta a Lepanto la flotta ottomana, ma poi rimane inattiva, rifiutandosi di attaccare le fortificazioni costiere di Modone, Corone e Lepanto, per non favorire Venezia. Giulio Savorgnan, di ritorno dall'ispezione dei porti adriatici ed egei, mette a punto con i Provveditori alle Fortezze la riorganizzazione difensiva delle bocche di porto della laguna e la costruzione degli ottagoni. La Dalmazia interna viene ripresa da Venezia.
- 1573 - Il 7 marzo la pace tra Venezia e i Turchi sancisce la perdita di Cipro, ma mantiene Candia e le isole ionie.
- 1574 - Enrico IV di Francia è accolto a Venezia.
- 1575 - Tintoretto e Veronese avviano la decorazione interna di Palazzo Ducale.
- 1577 - È doge Sebastiano Venier. Il 20 dicembre un incendio distrugge parte di Palazzo Ducale: la sala del Maggior Consiglio e la sala dello Scrutinio.
- 1578 - È doge Nicolò Da Ponte.
- 1580 - È conclusa l'opera di Tintoretto e Veronese a Palazzo Ducale.
- 1582 - Viene demolito l'antico Ospizio Orseolo, per lasciar posto alla costruzione delle Procuratie Nuove in Piazza San Marco. Si discute dell'opportunità di abolire o limitare i poteri del Consiglio dei Dieci, ma l'esistenza e l'illimitatezza dei poteri del Consiglio sono confermate.
- 1585 - È doge Pasquale Cicogna.
- 1587 - È istituito il Banco di Piazza, prima banca pubblica.
- 1595 - È doge Marino Grimani.

## XVII secolo
- 1604 - Esplode il dissenso in materia giurisdizionale tra la Santa Sede e Venezia, che non intendeva “render conto a nessuno nelle cose temporali riconoscendo come unico suo superiore il signore Iddio” e la città è colpita dall'interdetto di papa Paolo V: per ordine della Serenissima Signoria continuarono però ad essere officiate le messe e le eucaristie, a pena per i sacerdoti nolenti di finire inquisiti dal Consiglio dei X.
- 1606 - È doge Leonardo Donà. Il Senato inizia ad avvalersi di fra' Paolo Sarpi come teologo consultore della Repubblica per le controversie con il pontefice.
- 1607 - Venezia consente alla Chiesa alcune concessioni formali e l'interdetto viene ritirato.
- 1609 - Galileo Galilei presenta alla Signoria il suo cannocchiale sul campanile di San Marco.
- 1612 - È doge Marcantonio Memmo.
- 1613 - Inizia la guerra contro i pirati Uscocchi, protetti e armati dall'Austria, che Venezia combatte con azioni di blocco e di sterminio.
- 1615 - È doge Giovanni Bembo. Gli Uscocchi, protetti dagli Asburgo d'Austria, saccheggiano Monfalcone: Venezia reagisce militarmente. È la guerra di Gradisca.
- 1616 - Gli austriaci tentano di invadere l'Istria senza successo, mentre Venezia cerca di mettere alla fame la fortezza di Gradisca.
- 1617 - La minaccia di un intervento diretto della Spagna spinge il 6 novembre a firmare il trattato di Madrid per sancire una pace tra Venezia e Vienna, che ricostruisca lo status quo ante guerra dei confini orientali: l'Adriatico è dichiarato mare veneziano, precluso a qualunque vascello da guerra non autorizzato. Venezia si allea con gli Stati Generali Olandesi ed entra in guerra con il Regno di Napoli, provvedendo ad armare, accanto alla tradizionale Armada Sottile di navi a remi, un'Armada Grossa di velieri, tra mercantili armati e vascelli noleggiati ad olandesi e inglesi, per affrontare la potenza spagnola.
- 1618 - Viene eletto doge Nicolò Donà, cui lo stesso anno succede Antonio Priuli. Viene scoperta una congiura orchestrata dal marchese di Bedmar, ambasciatore spagnolo a Venezia: i cospiratori sono arrestati e l'ambasciatore cacciato dalla città. La Repubblica tenta di sbarrare il passo della Valtellina agli spagnoli sobillando i conflitti religiosi nei Grigioni: dal canto loro gli spagnoli sono coinvolti a fianco dell'Impero nella Guerra dei trent'anni a causa della defenestrazione di Praga.
- 1619 - Venezia rinnova la sua alleanza con gli olandesi.
- 1620 - La guerriglia usciocca è definitivamente debellata dall'Adriatico, mentre si pone termine alla guerra con Napoli. Intanto Venezia, alleata coi Savoia entra in guerra con gli spagnoli: è la guerra di Valtellina.
- 1622 - Il senatore Antonio Foscarini, ambasciatore in Inghilterra, giudicato colpevole di spionaggio a vantaggio della Spagna è impiccato tra le colonne della piazzetta: scopertolo pochi mesi dopo innocente viene riabilitato con una circolare inviata alle cancellerie europee.
- 1623 - È doge Francesco Contarini. Venezia si allea con la Francia. Muore fra' Paolo Sarpi, teologo consultore della Repubblica.
- 1625 - È doge Giovanni I Corner. La Francia sobilla la Danimarca contro Spagna e Impero, allargando il conflitto in corso.
- 1626 - Le difficoltà della Francia alleata spingono al trattato di pace con la Spagna, col quale si definisce la Valtellina come territorio autonomo sotto protettorato spagnolo.
- 1628 - Si discute dell'opportunità di abolire o limitare i poteri del Consiglio dei Dieci, ma l'esistenza e l'illimitatezza dei poteri del Consiglio sono confermate.
- 1629 - Venezia interviene contro gli spagnoli nella questione sulla successione di Mantova e noleggia dieci vascelli da schierare nell'Armada Grossa.
- 1630 - È doge Nicolò Contarini. A Venezia scoppia la peste forse a causa del contagio portato dall'ambasciatore del Duca di Mantova, il marchese De Stirgis. La Svezia interviene nella Guerra dei trent'anni a fianco dei protestanti imperiali.
- 1631 - È doge Francesco Erizzo.
- 1635 - La Francia entra in guerra contro la Spagna nella Guerra dei trent'anni.
- 1638 - La flotta di velieri veneziani si scontra coi corsari barbareschi nei pressi di Valona.
- 1640 - Il Longhena termina la costruzione delle Procuratie Nuove.
- 1642 - Venezia entra in lega segreta con il Ducato di Modena e il Granducato di Toscana per sostenere il Ducato di Parma contro il Papa.
- 1643 - Per l'eccessivo sfarzo ormai raggiunto da simili manifestazioni, una legge proibisce l'incoronazione delle Dogaresse.
- 1644 - Una squadra di galee dei Cavalieri di Malta affronta a Carpato una flotta turca proveniente da Alessandria, catturando tre milioni d'oro e alcune donne destinate al Serraglio del Sultano: dopodiché fa scalo a Candia
- 1645 - L'armata turca, apparentemente approntata contro Malta, si presenta davanti alla fortezza veneziana della Canea, iniziando l'assalto a Creta con la conquista, ad agosto, della piazzaforte come base d'appoggio. Cadono la Suda e Retimo, la stessa Candia è posta sotto assedio. Venezia mobilita la flotta, schierando nel Levante un'armata di quaranta velieri, di cui molti noleggiati presso olandesi e inglesi.
- 1646 - È doge Francesco Molin. I Veneziani sconfiggono i turchi presso Negroponte e conquistano Tenedo, avviando uno stretto blocco dei Dardanelli.
- 1648 - Il successo del blocco veneziano dei Dardanelli provoca a Costantinopoli una crisi politica che provoca la caduta del sultano Ibrahim I. In Europa la pace di Vestfalia pone fine alla Guerra dei trent'anni, ma permane il conflitto franco-spagnolo. Leonardo Foscolo riconquista la fortezza di Clissa.
- 1651 - I Veneziani sconfiggono i Turchi nelle acque di Paro, catturando tre grandi velieri ottomani, immediatamente inviati a Venezia per essere riallestiti.
- 1652 - I tre velieri catturati a Paro entrano in servizio come primo nucleo dell'Armada Grossa permanente, col rango di navi pubbliche.
- 1655 - È doge Carlo Contarini.
- 1656 - Viene eletto doge Francesco Corner, cui lo stesso anno succede Bertuccio Valier. La guerra di Candia è al suo apice e la flotta di Lazzaro Mocenigo, annientata quella turca, riesce a forzare lo stretto dei Dardanelli, arrivando, sotto una pioggia di fuoco, a minacciare Costantinopoli a prezzo della vita.
- 1657 - I Veneziani vincono i Turchi a Chio.
- 1658 - È doge Giovanni Pesaro.
- 1659 - È doge Domenico II Contarini. La Pace dei Pirenei pone fine alla guerra tra Francia e Spagna.
- 1660 - Un contingente di volontari francesi giunge a supportare Candia assediata.
- 1661 - I Veneziani vincono i Turchi a Milo.
- 1666 - Il Senato ordina di impostare due nuovi vascelli da sessantaquattro cannoni.
- 1667 - Il Gran visir giunge a guidare l'assedio di Candia.
- 1668 - Il contingente francese di François d'Aubusson de la Feuillade arriva a rinforzare le difese di Candia.
- 1669 - I 6000 uomini di Francesco di Borbone-Vendôme e Nevailles arrivano a Candia, ma il 5 settembre, dopo 24 anni di assedio, 29.000 caduti tra i difensori e 108.000 tra gli assedianti, Francesco Morosini firma la resa con l'onore delle armi.
- 1670 - È rinnovata la facciata della chiesa di San Basso a San Marco.
- 1671 - Il trattato di pace tra Venezia e i Turchi segna la definitiva perdita di Creta, vengono conservate solo La Suda e Spinalonga.
- 1672 - Venezia, colpita favorevolmente dalle prestazioni dei vascelli nel corso del conflitto, avvia la costruzione di due nuovi velieri da quarantaquattro e cinquanta cannoni.
- 1675 - È doge Nicolò Sagredo. In risposta all'aggressività dei corsari barbareschi e all'espansionismo della Francia nel Mediterraneo, allora impegnata nella spedizione di Messina, il Senato ordina la costruzione di sette nuove navi a vela per incrementare l'Armada Grossa, nella quale già prestavano servizio cinque velieri (più due in costruzione).
- 1676 - È doge Alvise Contarini. La chiesa di San Basso a San Marco è distrutta da un incendio e riedificata. Il bailo Marco Querini, di rientro da Costantinopoli, informa il Senato dell'assoluta mancanza di navi a vela nella flotta ottomana, suggerendo di sfruttare tale debolezza del Turco.
- 1679 - Viene edificata Ca' Pesaro. Il Senato ordina ulteriori sette velieri e l'edificazione di sette nuovi scali coperti nell'Arsenale per la costruzione di tale tipologia di navi.
- 1680 - Viene edificata Ca' Rezzonico, opera del Longhena.
- 1683 - I Turchi assediano Vienna, ma vengono fermati e ricacciati da Giovanni III di Polonia.
- 1684 - È doge Marcantonio Giustinian. Si forma una Lega Santa contro i Turchi. Venezia, sicura della propria superiorità navale, grazie al potenziamento della flotta a vela (cinque navi in servizio, quattro quasi ultimate e quattro in costruzione), aderisce all'alleanza affidando il comando al Morosini. Per la prima volta nella sua storia è Venezia a dichiarare guerra all'Impero ottomano: la flotta attacca e occupa Santa Maura.
- 1685 - Venezia prende Corone e la Maina.
- 1686 - Alla guida di Königsmark i Veneziani prendono Navarino, Modone, Argo, Nauplia.
- 1687 - Venezia conquista tutta la Morea ad eccezione di Malvasia e Mistra. Cadono in mano a Morosini le città di Patrasso, Corinto, Lepanto e Atene (durante l'assedio è bombardato e gravemente danneggiato il Partenone, ridotto a polveriera dagli Ottomani e colpito da una granata veneziana).
- 1688 - È doge Francesco Morosini. Venezia, guidata per mare dallo stesso anziano doge, invade la Morea, sottraendola all'impero ottomano.
- 1690 - I Turchi avviano la costruzione di una propria flotta di velieri per contrastare la superiorità marittima veneziana.
- 1693 - Il doge Morosini guida la flotta in Oriente.
- 1694 - Il doge Francesco Morosini il Peloponnesiaco muore a Nauplia il 6 giugno. È doge Silvestro Valier.
- 1695 - È eccezionalmente concessa l'incoronazione della dogaressa Elisabetta Querini. Al comando del Capitano Generale da Màr Antonio Zen, la flotta veneziana conquista Chio, principale base navale dei Turchi dopo Istanbul, ma poco tempo dopo è battuta dalla nuova flotta ottomana, dotata di velieri, e costretta a ritirarsi. La colpa della sconfitta, interamente ricaduta sui comandanti dell'Armada Sottile spinge definitivamente Venezia a concentrare i propri sforzi nella costruzione di velieri, relegando alle galee un ruolo subordinato.
- 1699 - Con la pace di Carlowitz il Peloponneso è definitivamente assegnato al dominio veneziano, mentre gli Asburgo hanno il dominio sulla Slavonia.

## XVIII secolo
- 1700 - È doge Alvise II Mocenigo.
- 1704 - Il Senato ordina, il 14 marzo, la costruzione di un nuovo Bucintoro.
- 1709 - È doge Giovanni II Corner.
- 1714 - Scoppia la guerra tra Venezia e la Sublime Porta: il gran visir Silahdar Damat Ali Pascià attraversa l'istmo di Corinto, conquistando la città. Cadono Argo, Nauplia e Modone, Malvasia si vende al nemico. La Suda e Spinalonga sono conquistate, assieme a Cerigo e Santa Maura.
- 1715 - I Turchi finiscono la conquista della Morea con l'assedio di Nauplia.
- 1716 - Il 4 agosto i veneziani guidati dal maresciallo Johann Matthias von der Schulenburg sconfiggono i Turchi e salvano Corfù.
- 1717 - A Venezia è fondato il monastero di San Lazzaro degli Armeni, sfuggiti alle persecuzioni turche. La flotta veneziana compare per l'ultima volta davanti ai Dardanelli.
- 1718 - Con la pace segreta stipulata a Passarowitz tra Austria e Impero ottomano, Venezia è costretta a scendere a patti col Turco, cedendo la Morea. Venezia dispone tuttavia ancora dei una delle più forti squadre navali del Mediterraneo; notevole per dimensioni a livello mondiale a grossomodo pari per numero d navi di quella dell'impero Ottomano più le principali reggenze barbaresche.
- 1720 - Viene avviata la costruzione di Palazzo Labia.
- 1721 - Viene stabilizzato il confine dalmata con la linea Mocenigo.
- 1722 - È doge Alvise III Mocenigo. Sono sistemate le statue dei due leoni in Piazzetta dei Leoncini. Si avviano i lavori per il nuovo Bucintoro.
- 1723 - Su disegno di Andrea Tirali la pavimentazione di Piazza San Marco è sostituita dalle odierne pietre di trachite euganea e fasce laterali bianche.
- 1728 - Il 12 maggio è varato il nuovo Bucintoro.
- 1732 - È doge Carlo Ruzzini.
- 1735 - È doge Alvise Pisani.
- 1740 - Visita Venezia il figlio del Re di Polonia.
- 1741 - È doge Pietro Grimani.
- 1744 - È avviata la costruzione della diga dei Murazzi per difendere la laguna dalle mareggiate.
- 1750 - È completato palazzo Labia.
- 1751 - Soppressione del patriarcato di Aquileia, sostituito dagli arcivescovadi di Udine e Gorizia.
- 1752 - È doge Francesco Loredan.
- 1755 - Vengono sopraelevate le ali laterali della Torre dell'Orologio di Piazza San Marco.
- 1762 - È doge Marco Foscarini. Si discute dell'opportunità di abolire o limitare i poteri del Consiglio dei Dieci, ma l'esistenza e l'illimitatezza dei poteri del Consiglio sono confermate.
- 1763 - È doge Alvise IV Mocenigo.
- 1764 - Viene firmata e ratificata la Convenzione di Ostiglia o Trattato del Tartaro. Le trattative e i primi accordi risalgono al 1746, poi di nuovo firmate nel 1752 a Roveredo. Il plenipotenziario della Repubblica Veneta è Andrea Tron che si accorge che la Controparte Austriaca - che rappresenta gli Interessi del Ducato di Milano e quello di Mantova, "hanno reso l'affare scabroso" Il trattato doveva mettere fine alle annose questioni al confine sud ovest della repubblica Veneta e chiarire una volta per tutte i diritti d'acqua. Ma come si vedrà, questa operazione si concluse con un'opera di spionaggio a danno delle difese della Repubblica Veneta. Se ne avvantaggiò Maria Teresa d'Asburgo, Imperatrice d'Austria che stava tramado con la zarina Caterina di Russia.
- 1767 - Carlo Eugenio di Württemberg visita Venezia.
- 1769 - Giuseppe II è a Venezia.
- 1775 - Giuseppe II è nuovamente a Venezia.
- 1776 - L'architetto Bernardino Maccaruzzi riordina la tradizionale fiera della Sensa in piazza San Marco, costruendo baracche e porticati mobili.
- 1777 - Poveglia è trasferità sotto l'autorità del magistrato alla Sanità.
- 1779 - È doge Paolo Renier.
- 1782 - Visitano Venezia i Conti del Nord, principi ereditari di Russia, festeggiati con grandi spettacoli, così come anche papa Pio VI.
- 1784 - Gustavo III di Svezia visita Venezia. La flotta di Angelo Emo bombarda Tunisi per punire i corsari barbareschi.
- 1789 - È doge Ludovico Manin, centoventesimo e ultimo doge della Repubblica Serenissima.
- 1796 - Iniziano le campagne italiche del giovane generale Napoleone, dell'esercito della Francia rivoluzionaria.
- 1797 - Napoleone entra nel territorio di Venezia, che si è dichiarata neutrale. Il 17 aprile Verona insorge spontaneamente contro i francesi, innalzando il vessillo di San Marco, sono le Pasque Veronesi. Il 18 aprile, nel preliminare di Leoben, Napoleone dispone a favore dell'Austria del territorio veneto: Venezia perderebbe Istria e Dalmazia. Il 20 aprile la goletta francese Le Libérateur d'Italie tenta di forzare il porto di San Nicolò, ma viene salutata da una salva di cannoni del Forte di Sant'Andrea, comandato da Domenico Pizzamano, che annulla il tentativo della nave e ne uccide il comandante Laugier: il veliero viene catturato. Il 1º maggio, il Maggior Consiglio, per evitare ulteriori sofferenze ai sudditi, accetta la richiesta di Napoleone di modificare la costituzione della Repubblica, mentre si propagano ad arte voci fasulle di congiure e di rivolta. Il 12 maggio, il Maggior Consiglio si riunisce l'ultima volta, per accettare la deposizione delle insegne da parte del Doge e dei Magistrati; le salve di moschetto dei marinai schiavoni in partenza che salutano la Dominante fanno però temere la rivolta e, 1100 anni dopo l'elezione di Paoluccio Anafesto, il Maggior Consiglio decreta, mancante il numero legale, 512 favorevoli e 20 contrari, la fine della Serenissima Repubblica, che viene dichiarata decaduta in favore di una Municipalità Provvisoria, mentre intanto una vera agitazione popolare cerca di issare nuovamente il gonfalone di San Marco e di riporre sul trono il Doge spaurito, cacciando i fautori della rivoluzione. Al momento della caduta la Repubblica possedeva ancora intatta la propria potenza navale, pur obsoleta, con ben 184 navi, tra galee e vascelli. All'entrata in città delle truppe napoleoniche, chiamate dalla Municipalità provvisoria, viene proclamata la Repubblica Democratica Veneta. A giugno i francesi prendono possesso delle isole Ionie, annettendole. Il 17 ottobre il trattato di Campoformio cede Venezia all'Austria: le truppe austriache entrano a Venezia.

Probabilmente si sarebbe potuto resistere ai francesi per qualche mese, però sicuramente la vecchia repubblica sarebbe stata travolta dalle milizie napoleoniche, guadagnando danni e sofferenze ancora maggiori di quelle che patì.
- 1799 - All'arrivo di navi russe e turche le isole Ionie si ribellano ai francesi.

## XIX secolo
- 1802 - Il 23 ottobre muore Lodovico Manin.
- 1805 - La Pace di Presburgo cede il Veneto alla Francia.
- 1807 - Soppressione della carica episcopale di Primicerio della Basilica di San Marco e trasferimento della sede patriarcale di Venezia dalla cattedrale di San Pietro di Castello alla basilica marciana. Napoleone fa abbattere la chiesa di San Geminiano e cinque arcate delle Procuratie Vecchie per far posto alle Procuratie Nuovissime in Piazza San Marco.
- 1815 - Il Veneto è riconsegnato all'Austria. Le spoglie e il monumento del doge Andrea Vendramin sono traslate dalla chiesa dei Servi a SS. Giovanni e Paolo.
- 1818 - Soppressione dei vescovadi di Torcello e Caorle, le cui diocesi vengono annesse al patriarcato di Venezia. Le spoglie del doge Nicolò Marcello sono trasferite da Santa Marina a SS. Giovanni e Paolo.
- 1821 - A Venezia scoppiano moti antiaustriaci.
- 1844 - A Cosenza sono fucilati dagli austriaci i veneziani fratelli Attilio ed Emilio Bandiera e Domenico Moro.
- 1847 - A Venezia si tiene il IX Congresso degli Scienziati, nel quale il veneziano Daniele Manin e il dalmata Nicolò Tommaseo si fanno banditori dell'italianità e vengono in seguito arrestati.
- 1848 - Il 16 marzo Venezia si ribella all'Austria, il popolo invade le prigioni e libera Daniele Manin e Niccolò Tommaseo. Il 21 marzo Venezia è libera e si instaura una repubblica capeggiata da Daniele Manin, come dittatore.
- 1849 - Il 2 aprile, sotto l'incalzare austriaco, la Repubblica di Venezia decreta la difesa a oltranza: inizia un feroce assedio di cinque mesi. Il 23 agosto la città si arrende e Manin e Tommaseo vengono esiliati.
- 1859 - Il Piemonte dichiara guerra all'Austria e porta il confine sul Mincio.
- 1861 - Nasce il Regno d'Italia, con Vittorio Emanuele II.
- 1866 - L'Italia dichiara guerra all'Austria e, nonostante la sconfitta, il Veneto è annesso all'Italia a seguito del plebiscito del 21-22 ottobre con 674.426 voti a favore e 69 contrari.
- 1871 - Roma diventa capitale d'Italia.

## XX secolo
- 1902 - Crolla il Campanile di San Marco
- 1903 - Giuseppe Sarto, patriarca di Venezia, è eletto papa con il nome di Pio X.
- 1912 - L'Italia occupa il Dodecaneso. È inaugurato il ricostruito Campanile di San Marco.
- 1914 - È istituita la Colonia del Dodecanneso.
- 1926 - Il Dodecanneso diviene Colonia delle isole italiane dell'Egeo.
- 1919 - Il Trentino, il Friuli orientale, l'Istria, Trieste e Zara entrano a far parte del regno d'Italia.
- 1924 - Fiume è annessa all'Italia.
- 1945 - Il 21 marzo, a seguito dell'Operazione Bowler, la RAF bombarda il porto e le sue infrastrutture.
- 1946 - L'Italia diviene Repubblica.
- 1947 - L'Istria, con Fiume e Zara, viene ceduta alla Jugoslavia, il Dodecanneso viene ceduto alla Grecia.
- 1958 - Angelo Giuseppe Roncalli, patriarca di Venezia, è eletto papa con il nome di Giovanni XXIII.
- 1978 - Albino Luciani, patriarca di Venezia, è eletto papa con il nome di Giovanni Paolo I.